# Lijst van zoogdieren
Dit is een lijst van zoogdieren ingedeeld naar orde en familie, gebaseerd op de nieuwste literatuur. Afwijkingen van de voornaamste bron, de derde editie van Mammal Species of the World uit 2005, zijn door middel van voetnoten aangegeven. Soorten waarvan het onduidelijk is of ze in de toekomst zullen worden erkend zijn tussen haakjes aangegeven.

## OrdeEierleggende zoogdieren(Monotremata)

### FamilieVogelbekdieren(Ornithorhynchidae)
- Vogelbekdier (Ornithorhynchus anatinus)

### FamilieMierenegels(Tachyglossidae)
- Mierenegel (Tachyglossus aculeatus)
- Zaglossus attenboroughi
- Zwartharige vachtegel (Zaglossus bartoni)
- Gewone vachtegel (Zaglossus bruijnii)

## OrdeOpossums(Didelphimorphia)

### FamilieDidelphidae

#### OnderfamilieCaluromyinae
- Derbywolhaarbuidelrat (Caluromys derbianus)
- Rode wolhaarbuidelrat (Caluromys lanatus)
- Gele wolhaarbuidelrat (Caluromys philander)
- Gekraagde wolhaarbuidelrat (Caluromysiops irrupta)

#### OnderfamilieGlironiinae[1]
- Pluimstaartbuidelrat (Glironia venusta)

#### OnderfamilieHyladelphinae[1]
- Hyladelphys kalinowskii

#### OnderfamilieDidelphinae
- Chacodelphys formosa[2]
- Wateropossum (Chironectes minimus)
- Cryptonanus agricolai[3]
- Cryptonanus chacoensis[3]
- Cryptonanus guahybae[3]
- Cryptonanus unduaviensis[3]
- Zuid-Amerikaanse opossum (Didelphis albiventris)
- Didelphis aurita
- Didelphis imperfecta
- Midden-Amerikaanse opossum (Didelphis marsupialis)
- Didelphis pernigra
- Noord-Amerikaanse opossum (Didelphis virginiana)
- Boliviaanse slanke buidelrat (Gracilinanus aceramarcae)
- Gracilinanus agilis
- Gracilinanus dryas
- Gracilinanus emiliae
- Gracilinanus marica
- Gracilinanus microtarsus
- Gracilinanus peruanus[4]
- Patagonische buidelrat (Lestodelphys halli)
- Dikstaartbuidelrat (Lutreolina crassicaudata)
- Lutreolina massoia[5]
- Marmosa adleri[6]
- Marmosa alstoni[7]
- Andersons dwergbuidelrat (Marmosa andersoni)
- Marmosa constantiae[7]
- Grauwe dwergbuidelrat (Marmosa demerarae)[7]
- Marmosa germana[8]
- Marmosa isthmica[9][10]
- Marmosa jansae[6]
- Marmosa lepida
- Marmosa macrotarsus[9]
- Mexicaanse dwergbuidelrat (Marmosa mexicana)
- Aeneasrat (Marmosa murina)
- Marmosa nicaraguae[6]
- Grijze dwergbuidelrat (Marmosa paraguayana)[7]
- Marmosa parda[11]
- Marmosa perplexa[8]
- Marmosa phaea[7]
- Marmosa rapposa[11]
- Marmosa robinsoni
- Marmosa rubra
- Marmosa rutteri[11]
- Marmosa simonsi[9]
- Marmosa tyleriana
- Marmosa waterhousei[12]
- Marmosa xerophila
- Marmosa zeledoni[9]
- Marmosops bishopi
- Marmosops carri[13]
- Marmosops caucae[14]
- Marmosops chucha[13]
- Marmosops creightoni[15]
- Marmosops fuscatus[16]
- Handleys slanke dwergbuidelrat (Marmosops handleyi)
- Marmosops incanus
- Marmosops invictus
- Marmosops juninensis
- Marmosops magdalenae[13]
- Marmosops marina[17]
- Marmosops noctivagus[15]
- Marmosops ocellatus[15]
- Marmosops ojastii[18]
- Marmosops pakaraimae[19]
- Marmosops parvidens
- Marmosops paulensis
- Marmosops pinheiroi
- Marmosops soinii[20]
- Marmosops woodalli[17]
- Metachirus aritanai[21]
- Metachirus myosuros[22]
- Kaalstaartbuidelrat (Metachirus nudicaudatus)
- Monodelphis adusta
- Gestreepte buidelspitsmuis (Monodelphis americana)
- Monodelphis arlindoi[23]
- Monodelphis brevicaudata
- Monodelphis dimidiata
- Huisbuidelspitsmuis (Monodelphis domestica)
- Monodelphis emiliae
- Monodelphis gardneri[24]
- Monodelphis glirina
- Monodelphis handleyi[25]
- Monodelphis iheringi
- Monodelphis kunsi
- Monodelphis osgoodi
- Monodelphis palliolata
- Monodelphis peruviana[25]
- Monodelphis pinocchio[26]
- Monodelphis reigi[27]
- Monodelphis ronaldi[28]
- Monodelphis saci[29]
- Monodelphis sanctaerosae[30]
- Monodelphis scalops
- Monodelphis touan[23]
- Monodelphis unistriata
- Monodelphis vossi[31]
- Philander andersoni
- Philander canus[32]
- Philander deltae[33]
- Zwarte vieroogbuidelrat (Philander mcilhennyi)
- Philander melanurus[34]
- Philander nigratus[35]
- Grijze vieroogbuidelrat (Philander opossum)
- Philander pebas[36]
- Philander quica[37]
- Philander vossi[35]
- Thylamys elegans
- Thylamys karimii
- Thylamys macrurus
- Thylamys pallidior
- Thylamys pusillus
- Thylamys sponsorius
- Thylamys tatei
- Thylamys velutinus
- Thylamys venustus[38]
- Tlacuatzin balsasensis[39]
- Tlacuatzin canescens
- Tlacuatzin gaumeri[39]
- Tlacuatzin insularis[39]
- Tlacuatzin sinaloae[39]

## OrdeOpossummuizen(Paucituberculata)

### FamilieCaenolestidae
- Caenolestes caniventer
- Caenolestes condorensis
- Caenolestes convelatus
- Ecuadoropossummuis (Caenolestes fuliginosus)
- Caenolestes sangay[40]
- Peruopossummuis (Lestoros inca)
- Chiliopossummuis (Rhyncholestes raphanurus)

## OrdeMicrobiotheria

### FamilieMicrobiotheriidae
- Dromiciops bozinovici[41]
- Monito del monte (Dromiciops gliroides)

## OrdeBuidelmollen(Notoryctemorphia)

### FamilieBuidelmollen(Notoryctidae)
- Kleine buidelmol (Notoryctes caurinus)
- Gewone buidelmol (Notoryctes typhlops)

## OrdeRoofbuideldieren(Dasyuromorphia)

### FamilieEchte roofbuideldieren(Dasyuridae)

#### OnderfamilieDasyurinae
- Antechinus adustus
- Antechinus agilis
- Antechinus argentus[42]
- Antechinus arktos[43]
- Antechinus bellus
- Geelvoetbuidelmuis (Antechinus flavipes)
- Antechinus godmani
- Antechinus leo
- Antechinus mimetes[44]
- Antechinus minimus
- Antechinus mysticus[45]
- Stuarts breedvoetbuidelmuis (Antechinus stuartii)
- Antechinus subtropicus
- Antechinus swainsonii
- Antechinus vandycki[44]
- Dasycercus archeri[46]
- Dasycercus blythi[47]
- Kamstaartbuidelmuis (Dasycercus cristicauda)
- Dasycercus hillieri[46]
- Dasycercus marlowi[46]
- Dasycercus woolleyae[46]
- Dasykaluta rosamondae
- Kamstaartbuidelrat (Dasyuroides byrnei)
- Nieuw-Guinese gevlekte buidelmarter (Dasyurus albopunctatus)
- Zwartstaartbuidelmarter (Dasyurus geoffroii)
- Dwergbuidelmarter (Dasyurus hallucatus)
- Grote buidelmarter (Dasyurus maculatus)
- Dasyurus spartacus
- Gevlekte buidelmarter (Dasyurus viverrinus)
- Murexia aspera[48]
- Murexia habbema[49]
- Murexia longicaudata
- Murexia maxima[48]
- Murexia melanura[49]
- Murexia murex[48]
- Murexia naso[49]
- Murexia rothschildi[49]
- Murexia tafa[48]
- Murexia wilhelmina[48]
- Myoictis leucura[50]
- Noordelijke gestreepte buidelmarter (Myoictis melas)
- Myoictis wallacii
- Myoictis wavica[50]
- Lorentzbuidelmuis (Neophascogale lorentzii)
- Gespikkelde buidelmuis (Parantechinus apicalis)
- Kleine penseelstaartbuidelmuis (Phascogale calura)
- Phascogale pirata[51]
- Tafa (Phascogale tapoatafa)
- Phascolosorex doriae
- Phascolosorex dorsalis
- Pseudantechinus bilarni
- Vetstaartbuidelmuis (Pseudantechinus macdonnellensis)[52]
- Pseudantechinus mimulus
- Pseudantechinus ningbing
- Pseudantechinus woolleyae
- Tasmaanse duivel (Sarcophilus harrisii)

#### OnderfamilieSminthopsinae
- Australische buidelspitsmuis (Antechinomys laniger)
- Antechinomys longicaudatus[53]
- Wongai-ningaui (Ningaui ridei)
- Ningaui timealeyi
- Ningaui yvonnae
- Planigale gilesi
- Platkopbuidelmuis (Planigale ingrami)
- Planigale kendricki[54]
- Planigale maculata
- Planigale novaeguineae
- Planigale tealei[54]
- Planigale tenuirostris
- Sminthopsis aitkeni
- Sminthopsis archeri
- Sminthopsis bindi
- Sminthopsis boullangerensis
- Sminthopsis butleri
- Dikstaartsmalvoetbuidelmuis (Sminthopsis crassicaudata)
- Sminthopsis dolichura
- Sminthopsis douglasi
- Sminthopsis froggatti[55]
- Sminthopsis fuliginosus
- Sminthopsis gilberti
- Sminthopsis granulipes
- Sminthopsis griseoventer
- Sminthopsis hirtipes
- Sminthopsis leucopus
- Sminthopsis macroura
- Gewone smalvoetbuidelmuis (Sminthopsis murina)
- Sminthopsis ooldea
- Sminthopsis psammophila
- Sminthopsis stalkeri[55]
- Sminthopsis virginiae
- Sminthopsis youngsoni

### FamilieNumbats(Myrmecobiidae)
- Numbat (Myrmecobius fasciatus)

### FamilieBuidelwolven(Thylacinidae)
- Buidelwolf (Thylacinus cynocephalus)  †

## OrdeBuideldassen(Peramelemorphia)

### FamilieEchte buideldassen(Peramelidae)

#### OnderfamiliePeramelinae
- Gouden kortneusbuideldas (Isoodon auratus)
- Isoodon fusciventer[56]
- Grote kortneusbuideldas (Isoodon macrourus)
- Gewone kortneusbuideldas (Isoodon obesulus)
- Isoodon peninsulae[57]
- Perameles bougainville
- Woestijnbuideldas (Perameles eremiana) †
- Perameles fasciata †[58]
- Tasmaanse buideldas (Perameles gunnii)
- Perameles myosuros †[58]
- Spitsneusbuideldas (Perameles nasuta)
- Perameles notina †[58]
- Perameles pallescens[59]
- Perameles papillon †[58]

#### OnderfamiliePeroryctinae
- Peroryctes broadbenti
- Grote buideldas (Peroryctes raffrayanus)

#### OnderfamilieEchymiperinae
- Clarabuideldas (Echymipera clara)
- Echymipera davidi
- Echymipera echinista
- Kortstaartbuideldas (Echymipera kalubu)
- Echymipera rufescens
- Microperoryctes aplini[60]
- Langstaartbuideldas (Microperoryctes longicauda)
- Kleine buideldas (Microperoryctes murina)
- Microperoryctes ornatus[61]
- Microperoryctes papuensis
- Cerambuideldas (Rhynchomeles prattorum)

### FamilieLangoorbuideldassen(Thylacomyidae)
- Grote langoorbuideldas (Macrotis lagotis)
- Kleine langoorbuideldas (Macrotis leucura) †

### FamilieVarkenspootbuideldas(Chaeropodidae)
- Varkenspootbuideldas (Chaeropus ecaudatus) †
- Chaeropus yirratji †[62]

## OrdeKlimbuideldieren(Diprotodontia)

### FamilieWombats(Vombatidae)
- Noordelijke breedneuswombat (Lasiorhinus krefftii)
- Zuidelijke breedneuswombat (Lasiorhinus latifrons)
- Wombat (Vombatus ursinus)

### FamilieKoala's(Phascolarctidae)
- Koala (Phascolarctos cinereus)

### FamilieDwergbuidelmuizen(Burramyidae)
- Burramys parvus
- Papoeabuidelslaapmuis (Cercartetus caudatus)
- Buideleikelmuis (Cercartetus concinnus)
- Kleinste dwergbuidelrat (Cercartetus lepidus)
- Kleine buideleikelmuis (Cercartetus nana)

### FamilieKoeskoezen(Phalangeridae)
Zie noot

#### OnderfamilieCelebeskoeskoezen(Ailuropinae)
- Ailurops furvus[64]
- Ailurops melanotis
- Beerkoeskoes (Ailurops ursinus)
- Strigocuscus celebensis
- Strigocuscus sangirensis[65]

#### OnderfamilieNieuw-Guinese koeskoezen(Phalangerinae)
- Phalanger alexandrae
- Phalanger breviceps[66]
- Bergkoeskoes (Phalanger carmelitae)
- Grondkoeskoes (Phalanger gymnotis)
- Phalanger intercastellanus
- Phalanger lullulae
- Phalanger matabiru
- Phalanger matanim
- Phalanger mimicus
- Witte koeskoes (Phalanger orientalis)
- Phalanger ornatus
- Phalanger pelengensis[67]
- Phalanger rothschildi
- Phalanger sericeus
- Phalanger vestitus
- Spilocuscus kraemeri
- Gevlekte koeskoes (Spilocuscus maculatus)
- Spilocuscus nudicaudatus[68]
- Spilocuscus papuensis
- Spilocuscus rufoniger
- Spilocuscus wilsoni[69]

#### OnderfamilieKoesoes(Trichosurinae)
- Hondkoesoe (Trichosurus caninus)
- Trichosurus cunninghami
- Queenslandvoskoesoe (Trichosurus johnstonii)
- Voskoesoe (Trichosurus vulpecula)
- Schubstaartkoesoe (Wyulda squamicaudata)

### FamilieKleine koeskoezen(Pseudocheiridae)

#### OnderfamilieHemibelideinae
- Queenslandkoeskoes (Hemibelideus lemuroides)
- Petauroides armillatus[70]
- Petauroides minor[70]
- Reuzenkoeskoes (Petauroides volans)

#### OnderfamiliePseudocheirinae
- Pseudocheirus occidentalis[71]
- Oostelijke koeskoes (Pseudocheirus peregrinus)
- Pseudochirulus canescens
- Pseudochirulus caroli
- Pseudochirulus cinereus
- Pseudochirulus forbesi
- Pseudochirulus herbertensis
- Pseudochirulus larvatus
- Pseudochirulus mayeri
- Pseudochirulus schlegelii

#### OnderfamiliePseudochiropinae
- Rotskoeskoes (Petropseudes dahli)
- Pseudochirops albertisii
- Gestreepte koeskoes (Pseudochirops archeri)
- Pseudochirops corinnae
- Pseudochirops coronatus
- Pseudochirops cupreus

### FamilieBuideleekhoorns(Petauridae)

#### OnderfamilieDactylopsilinae
- Dactylopsila kambuayai[72]
- Dactylopsila megalura
- Kleine buideleekhoorn (Dactylopsila palpator)
- Dactylopsila tatei
- Gestreepte buideleekhoorn (Dactylopsila trivirgata)
- Buideleekhoorn (Gymnobelideus leadbeateri)

#### OnderfamiliePetaurinae
- Petaurus abidi
- Petaurus ariel[73]
- Grote suikereekhoorn (Petaurus australis)
- Petaurus biacensis
- Suikereekhoorn (Petaurus breviceps)
- Petaurus gracilis
- Grijze suikereekhoorn (Petaurus norfolcensis)
- Petaurus notatus[73]
- Petaurus papuanus[73]

### FamilieSlurfbuidelmuis(Tarsipedidae)
- Slurfbuidelmuis (Tarsipes rostratus)

### FamilieVliegende buidelmuizen(Acrobatidae)
- Acrobates frontalis[74]
- Vliegende buidelmuis (Acrobates pygmaeus)
- Vederstaartbuidelmuis (Distoechurus pennatus)

### FamilieMuskuskangoeroeratten(Hypsiprymnodontidae)
- Muskuskangoeroerat (Hypsiprymnodon moschatus)

### FamilieKangoeroeratten(Potoroidae)
- Rode kangoeroerat (Aepyprymnus rufescens)
- Bettongia anhydra †[75]
- Tasmaanse borstelstaartkangoeroerat (Bettongia gaimardi)
- Lesueurborstelstaartkangoeroerat (Bettongia lesueur)
- Borstelstaartkangoeroerat (Bettongia penicillata)
- Bettongia pusilla †[75]
- Bettongia tropica
- Woestijnkangoeroerat (Caloprymnus campestris) †
- Gilberts potoroe (Potorous gilbertii)
- Grootpootpotoroe (Potorous longipes)
- Breedkopkangoeroerat (Potorous platyops) †
- Langneuspotoroe (Potorous tridactylus)

### FamilieKangoeroes(Macropodidae)

#### OnderfamilieLagostrophinae
- Gestreepte buidelhaas (Lagostrophus fasciatus)

#### OnderfamilieMacropodinae
- Bennettboomkangoeroe (Dendrolagus bennettianus)
- Doriaboomkangoeroe (Dendrolagus dorianus)
- Goodfellowboomkangoeroe (Dendrolagus goodfellowi)
- Grijze boomkangoeroe (Dendrolagus inustus)
- Lumholtzboomkangoeroe (Dendrolagus lumholtzi)
- Matschieboomkangoeroe (Dendrolagus matschiei)
- Dendrolagus mayri[76]
- Dendrolagus mbaiso
- Dendrolagus notatus[76]
- Goudmantelboomkangoeroe (Dendrolagus pulcherrimus)
- Dendrolagus scottae
- Dendrolagus spadix
- Dendrolagus stellarum
- Bruine boomkangoeroe (Dendrolagus ursinus)
- Goodenoughwallaby (Dorcopsis atrata)
- Hagenwallaby (Dorcopsis hageni)
- Dorcopsis luctuosa
- Mullerwallaby (Dorcopsis muelleri)
- Macleaywallaby (Dorcopsulus macleayi)
- Dorcopsulus vanheurni
- Lagorchestes asomatus †
- Brilbuidelhaas (Lagorchestes conspicillatus)
- Westelijke buidelhaas (Lagorchestes hirsutus)
- Buidelhaas (Lagorchestes leporides) †
- Westelijke grijze reuzenkangoeroe (Macropus fuliginosus)
- Grijze reuzenkangoeroe (Macropus giganteus)
- Zandwallaby (Notamacropus agilis)[77]
- Aalstreepwallaby (Notamacropus dorsalis)[77]
- Tammarwallaby (Notamacropus eugenii)[77]
- Oostelijke Irmawallaby (Notamacropus greyi) †[77]
- Irmawallaby (Notamacropus irma)[77]
- Parmawallaby (Notamacropus parma)[77]
- Witwangwallaby (Notamacropus parryi)[77]
- Bennettwallaby (Notamacropus rufogriseus)[77]
- Teugelstekelstaartkangoeroe (Onychogalea frenata)
- Zuidelijke stekelstaartkangoeroe (Onychogalea lunata) †
- Noordelijke stekelstaartkangoeroe (Onychogalea unguifera)
- Antilopekangoeroe (Osphranter antilopinus)[78]
- Zwarte wallaroe (Osphranter bernardus)[78]
- Bergkangoeroe (Osphranter robustus)[78]
- Rode reuzenkangoeroe (Osphranter rufus)[78]
- Petrogale assimilis
- Kortoorrotskangoeroe (Petrogale brachyotis)
- Petrogale burbidgei
- Petrogale coenensis
- Dwergrotskangoeroe (Petrogale concinna)
- Petrogale godmani
- Petrogale herberti
- Queenslandrotskangoeroe (Petrogale inornata)
- Petrogale lateralis
- Petrogale mareeba
- Rotskangoeroe (Petrogale penicillata)
- Petrogale persephone
- Petrogale purpureicollis
- Petrogale rothschildi
- Petrogale sharmani
- Petrogale wilkinsi[79]
- Geelvoetkangoeroe (Petrogale xanthopus)
- Quokka (Setonix brachyurus)
- Roodbuikpademelon (Thylogale billardierii)
- Thylogale brownii
- De-Bruijnpademelon (Thylogale brunii)
- Thylogale calabyi
- Roodpootpademelon (Thylogale stigmatica)
- Roodhalspademelon (Thylogale thetis)
- Moeraswallaby (Wallabia bicolor)

## OrdeSlurfdieren(Proboscidea)

### FamilieOlifanten(Elephantidae)
- Aziatische olifant (Elephas maximus)
- Savanneolifant (Loxodonta africana)
- Afrikaanse bosolifant (Loxodonta cyclotis)

## OrdeZeekoeien(Sirenia)

### FamilieLamantijnen(Trichechidae)
- Amazonelamantijn (Trichechus inunguis)
- Caribische lamantijn (Trichechus manatus)
- West-Afrikaanse lamantijn (Trichechus senegalensis)

### FamilieDoejongs(Dugongidae)
- Doejong (Dugong dugon)
- Stellerzeekoe (Hydrodamalis gigas) †

## OrdeKlipdasachtigen(Hyracoidea)

### FamilieKlipdassen(Procaviidae)
- Zuidelijke boomklipdas (Dendrohyrax arboreus)
- Westelijke boomklipdas (Dendrohyrax dorsalis)
- Dendrohyrax interfluvialis[80]
- Oostelijke boomklipdas (Dendrohyrax validus)[81]
- Steppenklipdas (Heterohyrax brucei)
- Kaapse klipdas (Procavia capensis)

## OrdeBuistandigen(Tubulidentata)

### FamilieAardvarkens(Orycteropodidae)
- Aardvarken (Orycteropus afer)

## OrdeSpringspitsmuizen(Macroscelidea)

### FamilieSpringspitsmuizen(Macroscelididae)

#### OnderfamilieMacroscelidinae
- Kortneusolifantspitsmuis (Elephantulus brachyrhynchus)
- Kaapse olifantspitsmuis (Elephantulus edwardii)
- Elephantulus fuscipes
- Elephantulus fuscus
- Zuid-Afrikaanse olifantspitsmuis (Elephantulus intufi)
- Oostelijke rotssengi (Elephantulus myurus)
- Elephantulus pilicaudus[82]
- Klipolifantspitsmuis (Elephantulus rupestris)
- Somaliolifantspitsmuis (Galegeeska revoilii)[83]
- Rosse olifantspitsmuis (Galegeeska rufescens)[84]
- Macroscelides flavicaudatus[85]
- Macroscelides micus[86]
- Slurfspitsmuis (Macroscelides proboscideus)
- Viertenige olifantspitsmuis (Petrodromus tetradactylus)
- Noord-Afrikaanse olifantspitsmuis (Petrosaltator rozeti)[87]

#### OnderfamilieSlurfhondjes(Rhynchocyoninae)
- Goudstuitslurfhondje (Rhynchocyon chrysopygus)
- Gevlekt slurfhondje (Rhynchocyon cirnei)
- Steppeslurfhondje (Rhynchocyon petersi)
- Rhynchocyon stuhlmanni[88]
- Rhynchocyon udzungwensis[89]

## OrdeTenreks en goudmollen(Afrosoricida)

### FamilieTenreks(Tenrecidae)

#### OnderfamilieAardtenreks(Geogalinae)
- Aardtenrek (Geogale aurita)

#### OnderfamilieRijsttenreks(Oryzorictinae)
- Microgale brevicaudata
- Microgale cowani
- Microgale drouhardi
- Boomspitsmuistenrek (Microgale dryas)
- Microgale fotsifotsy
- Microgale gracilis
- Microgale grandidieri[90]
- Microgale gymnorhyncha
- Microgale jenkinsae[91]
- Microgale jobihely[92]
- Langstaarttenrek (Microgale longicaudata)
- Microgale majori[93]
- Watertenrek (Microgale mergulus)[94]
- Microgale monticola
- Microgale nasoloi
- Microgale parvula
- Microgale principula
- Microgale pusilla
- Microgale soricoides
- Microgale taiva
- Microgale thomasi
- Nesogale dobsoni[95]
- Nesogale talazaci[95]
- Rijsttenrek (Oryzorictes hova)
- Viervingerige rijsttenrek (Oryzorictes tetradactylus)

#### OnderfamilieEchte tenreks(Tenrecinae)
- Kleine egeltenrek (Echinops telfairi)
- Zwartkoptenrek (Hemicentetes nigriceps)
- Gestreepte tenrek (Hemicentetes semispinosus)
- Grote egeltenrek (Setifer setosus)
- Gewone tenrek (Tenrec ecaudatus)

### FamilieOtterspitsmuizen(Potamogalidae)
- Dwergotterspitsmuis (Micropotamogale lamottei)
- Ruwenzoriotterspitsmuis (Micropotamogale ruwenzorii)
- Grote otterspitsmuis (Potamogale velox)

### FamilieGoudmollen(Chrysochloridae)

#### OnderfamilieChrysochlorinae
- Carpitalpa arendsi
- Chlorotalpa duthieae
- Chlorotalpa sclateri
- Kaapse goudmol (Chrysochloris asiatica)
- Chrysochloris stuhlmanni
- Visagies goudmol (Chrysochloris visagiei)
- Reuzengoudmol (Chrysospalax trevelyani)
- Chrysospalax villosus
- Wintongoudmol (Cryptochloris wintoni)
- Van Zijls goudmol (Cryptochloris zyli)
- Woestijngoudmol (Eremitalpa granti)

#### OnderfamilieAmblysominae
- Amblysomus corriae
- Kopermol (Amblysomus hottentotus)
- Amblysomus marleyi
- Amblysomus robustus
- Amblysomus septentrionalis
- Calcochloris obtusirostris
- Huetia leucorhina[96]
- Somalische goudmol (Huetia tytonis)[96]
- Neamblysomus gunningi
- Juliana's kopermol (Neamblysomus julianae)

## OrdeLuiaards en miereneters(Pilosa)

### FamilieDrievingerige luiaards(Bradypodidae)
- Bradypus crinitus[97]
- Escudo-eilandluiaard (Bradypus pygmaeus)
- Kraagluiaard (Bradypus torquatus)
- Drievingerige luiaard (Bradypus tridactylus)
- Kapucijnluiaard (Bradypus variegatus)

### FamilieTweevingerige luiaards(Choloepodidae)
- Tweevingerige luiaard (Choloepus didactylus)
- Hoffmannluiaard (Choloepus hoffmanni)

### FamilieDwergmiereneters(Cyclopedidae)
- Cyclopes catellus[98]
- Dwergmiereneter (Cyclopes didactylus)
- Cyclopes dorsalis[98]
- Cyclopes ida[98]
- Cyclopes rufus[99]
- Cyclopes thomasi[99]
- Cyclopes xinguensis[99]

### FamilieMiereneters(Myrmecophagidae)
- Reuzenmiereneter (Myrmecophaga tridactyla)
- Noordelijke boommiereneter (Tamandua mexicana)
- Zuidelijke boommiereneter (Tamandua tetradactyla)

## OrdeGordeldierachtigen(Cingulata)

### FamilieDasypodidae
- Dasypus beniensis[100]
- Kapplergordeldier (Dasypus kappleri)
- Dasypus mazzai[101]
- Negenbandig gordeldier (Dasypus novemcinctus)
- Dasypus pastasae[100]
- Harig gordeldier (Dasypus pilosus)
- Savannegordeldier (Dasypus sabanicola)
- Zevenbandgordeldier (Dasypus septemcinctus)

### FamilieChlamyphoridae

#### OnderfamilieChlamyphorinae
- Burmeistergordelmol (Calyptophractus retusus)
- Gordelmol (Chlamyphorus truncatus)

#### OnderfamilieEuphractinae
- Klein behaard gordeldier (Chaetophractus vellerosus)
- Bruinbehaard gordeldier (Chaetophractus villosus)
- Zesbandgordeldier (Euphractus sexcinctus)
- Dwerggordeldier (Zaedyus pichiy)

#### OnderfamilieTolypeutinae
- Midden-Amerikaans kaalstaartgordeldier (Cabassous centralis)
- Chacokaalstaartgordeldier (Cabassous chacoensis)
- Cabassous squamicaudis[102]
- Groot kaalstaartgordeldier (Cabassous tatouay)
- Zuidelijk kaalstaartgordeldier (Cabassous unicinctus)
- Reuzengordeldier (Priodontes maximus)
- Kogelgordeldier (Tolypeutes matacus)
- Driebandgordeldier (Tolypeutes tricinctus)

## OrdeInsecteneters(Eulipotyphla)
Zie noot

### FamilieEgels(Erinaceidae)

#### OnderfamilieStekelegels(Erinaceinae)
- Atelerix:
  - Witbuikegel (Atelerix albiventris)
  - Trekegel (Atelerix algirus)
  - Zuid-Afrikaanse egel (Atelerix frontalis)
  - Somalische egel (Atelerix sclateri)
- Erinaceus:
  - Amoeregel (Erinaceus amurensis)
  - Erinaceus concolor
  - Egel (Erinaceus europaeus)
  - Oost-Europese egel (Erinaceus roumanicus)
- Hemiechinus:
  - Langooregel (Hemiechinus auritus)
  - Hemiechinus collaris
- Mesechinus:
  - Mesechinus dauuricus
  - Mesechinus hughi
  - Mesechinus miodon[104]
  - Mesechinus orientalis[105]
  - Mesechinus wangi[104]
- Paraechinus:
  - Abessijnse egel (Paraechinus aethiopicus)
  - Egel van Brandt (Paraechinus hypomelas)
  - Indische egel (Paraechinus micropus)
  - Paraechinus nudiventris

#### OnderfamilieHaaregels(Galericinae)
- Grote haaregel (Echinosorex gymnura)
- Hylomys dorsalis[106]
- Hylomys macarong[106]
- Hylomys maxi[106]
- Dwerghaaregel (Hylomys parvus)
- Hylomys peguensis[106]
- Kleine haaregel (Hylomys suillus)
- Hylomys vorax[106]
- Neohylomys hainanensis
- Neotetracus sinensis
- Otohylomys megalotis[107]
- Podogymnura aureospinula
- Podogymnura intermedia[108]
- Podogymnura minima[108]
- Filipijnse haaregel (Podogymnura truei)

### FamilieSolenodons(Solenodontidae)
- Almiqui (Atopogale cubana)[109]
- Solenodon arredondoi†
- Solenodon marcanoi†
- Agouta (Solenodon paradoxus)

### FamilieNesophontidae
- Nesophontes edithae†
- Nesophontes hemicingulus†[110]
- Nesophontes hypomicrus†
- Nesophontes longirostrsis†
- Nesophontes major†
- Nesophontes micrus†[111]
- Nesophontes paramicrus†
- Nesophontes zamicrus†

### FamilieMollen(Talpidae)

#### OnderfamilieScalopinae
- Stermol (Condylura cristata)
- Alpiscaptulus medogensis[112]
- Borstelmol (Parascalops breweri)
- Oost-Amerikaanse mol (Scalopus aquaticus)
- Gansumol (Scapanulus oweni)
- Scapanus anthonyi[113]
- Californische mol (Scapanus latimanus)
- Scapanus occultus[113]
- West-Amerikaanse mol (Scapanus orarius)
- Townsendmol (Scapanus townsendii)

#### OnderfamilieTalpinae
- Russische desman (Desmana moschata)
- Pyrenese desman (Galemys pyrenaicus)
- Hondospitsmuismol (Dymecodon pilirostris)
- Euroscaptor grandis
- Euroscaptor klossi
- Euroscaptor kuznetsovi[114]
- Euroscaptor longirostris
- Euroscaptor malayanus[115]
- Himalayamol (Euroscaptor micrurus)
- Euroscaptor ngoclinhensis[114]
- Euroscaptor orlovi[114]
- Euroscaptor parvidens
- Euroscaptor subanura[116]
- Mogera etigo[117]
- Mogera hainana[118]
- Mogera imaizumii
- Mogera insularis
- Mogera kanoana[119]
- Mogera latouchei[120]
- Mogera robusta[121]
- Mogera tokudae
- Mogera uchidai
- Mogera wogura
- Amerikaanse spitsmuismol (Neurotrichus gibbsii)
- Oreoscaptor mizura[122]
- Parascaptor leucurus
- Scaptochirus moschatus
- Scaptonyx fusicauda
- Talpa altaica
- Talpa aquitania[123]
- Blinde mol (Talpa caeca)
- Talpa caucasica
- Perzische mol (Talpa davidiana)
- Mol (Talpa europaea)
- Talpa hakkariensis[124]
- Talpa levantis
- Talpa martinorum[125]
- Iberische blinde mol (Talpa occidentalis)
- Talpa ognevi[126]
- Romeinse mol (Talpa romana)
- Balkanmol (Talpa stankovici)
- Talpa streeti[124]
- Talpa talyschensis[127]
- Talpa transcaucasica[124]
- Japanse spitsmuismol (Urotrichus talpoides)

#### OnderfamilieSpitsmuismollen(Uropsilinae)
- Uropsilus aequodonenia[128]
- Uropsilus andersoni
- Uropsilus atronates[129]
- Uropsilus dabieshanensis[130]
- Uropsilus fansipanensis[131]
- Uropsilus gracilis
- Uropsilus huanggangensis[132]
- Uropsilus investigator
- Uropsilus nivatus[129]
- Spitsmuismol (Uropsilus soricipes)

### FamilieSpitsmuizen(Soricidae)

#### OnderfamilieWittandspitsmuizen(Crocidurinae)
- Crocidura abscondita[133]
- Crocidura aequicauda[134]
- Crocidura afeworkbekelei[135]
- Crocidura aleksandrisi
- Crocidura allex
- Crocidura andamanensis
- Crocidura anhuiensis[136]
- Crocidura annamitensis[137]
- Ansells spitsmuis (Crocidura ansellorum)
- Crocidura arabica
- Crocidura arispa
- Crocidura armenica
- Crocidura attenuata
- Crocidura attila
- Crocidura australis[138]
- Crocidura baileyi
- Crocidura baletei[138]
- Crocidura balingka[139]
- Crocidura baluensis
- Crocidura barapi[139]
- Crocidura batakorum[140]
- Crocidura beata
- Crocidura beccarii
- Crocidura bloyeti[141]
- Crocidura bottegi
- Crocidura bottegoides
- Crocidura brevicauda[138]
- Crocidura brunnea
- Crocidura buettikoferi
- Afrikaanse nevelspitsmuis (Crocidura caliginea)
- Canarische spitsmuis (Crocidura canariensis)
- Crocidura caspica
- Crocidura caudicrassa[138]
- Crocidura caudipilosa[142]
- Crocidura cinderella
- Crocidura congobelgica
- Crocidura cranbrooki[137]
- Crocidura crenata
- Crocidura crossei
- Crocidura cyanea
- Crocidura denti
- Desperadospitsmuis (Crocidura desperata)
- Crocidura dewi[139]
- Dhofarspitsmuis (Crocidura dhofarensis)
- Crocidura dolichura
- Crocidura douceti
- Crocidura dracula[143]
- Crocidura dsinezumi
- Crocidura eburnea[144]
- Eisentrauts spitsmuis (Crocidura eisentrauti)
- Crocidura elgonius
- Crocidura elongata
- Crocidura erica
- Crocidura fingui[145]
- Crocidura fischeri
- Grote wimperspitsmuis (Crocidura flavescens)
- Crocidura floweri
- Crocidura foetida
- Crocidura foxi
- Crocidura fuliginosa
- Crocidura fulvastra
- Crocidura fumosa
- Crocidura fuscomurina
- Crocidura gathornei[146]
- Crocidura glassi
- Goliathspitsmuis (Crocidura goliath)
- Peters' muskusspitsmuis (Crocidura gracilipes)
- Crocidura grandiceps
- Crocidura grandis
- Crocidura grassei
- Crocidura grayi
- Crocidura greenwoodi
- Crocidura gueldenstaedtii[147]
- Crocidura guy[137]
- Crocidura harenna
- Crocidura hikmiya[148]
- Crocidura hildegardeae
- Crocidura hilliana
- Crocidura hirta
- Crocidura hispida
- Crocidura horsfieldii
- Crocidura huangshanensis[149]
- Crocidura hutanis
- Crocidura indochinensis
- Crocidura jacksoni
- Jenkins' spitsmuis (Crocidura jenkinsi)
- Crocidura jouvenetae
- Crocidura katinka
- Crocidura kegoensis[150]
- Crocidura lamottei
- Crocidura lanosa
- Crocidura lasiura
- Crocidura latona
- Crocidura lea
- Crocidura lepidura
- Veldspitsmuis (Crocidura leucodon)
- Crocidura levicula
- Crocidura littoralis
- Crocidura longipes
- Crocidura lucina
- Crocidura ludia
- Crocidura luna
- Crocidura lusitania
- Crocidura lwiroensis[151]
- Crocidura macarthuri
- Macmillans spitsmuis (Crocidura macmillani)
- Macows spitsmuis (Crocidura macowi)
- Crocidura makeda[152]
- Crocidura malayana
- Crocidura manengubae
- Crocidura maquassiensis
- Crocidura mariquensis
- Crocidura maurisca
- Crocidura maxi
- Crocidura mdumai[153]
- Crocidura mediocris[138]
- Crocidura microelongata[138]
- Crocidura mindorus
- Crocidura miya
- Crocidura monax
- Crocidura monticola
- Crocidura montis
- Crocidura munissii[153]
- Crocidura muricauda
- Crocidura musseri
- Crocidura mutesae
- Crocidura nana
- Crocidura nanilla
- Crocidura narcondamica[154]
- Crocidura neglecta[155]
- Negrosspitsmuis (Crocidura negrina)
- Crocidura newmarki[153]
- Crocidura nicobarica
- Crocidura nigeriae
- Crocidura nigricans
- Crocidura nigripes
- Crocidura nigrofusca
- Crocidura nimbae
- Crocidura nimbasilvanus[156]
- Crocidura ninoyi[157]
- Crocidura niobe
- Crocidura normalis[138]
- Crocidura obscurior
- Crocidura olivieri
- Crocidura ordinaria[138]
- Crocidura orientalis
- Crocidura orii
- Crocidura pachyura[158]
- Crocidura palawanensis
- Crocidura pallida[138]
- Crocidura panayensis[140]
- Crocidura paradoxura
- Crocidura parva[138]
- Crocidura parvipes
- Crocidura pasha
- Crocidura pergrisea
- Gurambaspitsmuis (Crocidura phaeura)
- Crocidura phanluongi[159]
- Crocidura phuquocensis[160]
- Pekzwarte spitsmuis (Crocidura picea)
- Crocidura pitmani
- Crocidura planiceps
- Crocidura poensis
- Donkere spitsmuis (Crocidura polia)
- Crocidura pseudorhoditis[138]
- Crocidura pullata
- Crocidura quasielongata[138]
- Raineys spitsmuis (Crocidura raineyi)
- Crocidura ramona
- Crocidura rapax
- Crocidura religiosa
- Crocidura rhoditis
- Crocidura roosevelti
- Huisspitsmuis (Crocidura russula)
- Crocidura sapaensis[161]
- Crocidura selina
- Crocidura serezkyensis
- Crocidura shantungensis
- Crocidura sibirica
- Siciliaanse spitsmuis (Crocidura sicula)
- Crocidura silacea
- Crocidura similiturba[152]
- Woestijnwimperspitsmuis (Crocidura smithii)
- Crocidura sokolovi[162]
- Crocidura solita[138]
- Crocidura somalica
- Crocidura stenocephala
- Tuinspitsmuis (Crocidura suaveolens)
- Crocidura susiana
- Crocidura tadae[163]
- Crocidura tanakae
- Crocidura tansaniana
- Crocidura tarella
- Crocidura tarfayaensis
- Telfords spitsmuis (Crocidura telfordi)
- Crocidura tenebrosa[138]
- Crocidura tenuis
- Crocidura theresae
- Crocidura thomensis
- Crocidura trichura
- Crocidura turba
- Ultieme spitsmuis (Crocidura ultima)
- Crocidura umbra[164]
- Crocidura usambarae
- Crocidura viaria
- Crocidura virgata
- Crocidura voi
- Crocidura vorax
- Crocidura vosmaeri
- Crocidura watasei
- Crocidura whitakeri
- Crocidura wimmeri
- Crocidura wuchihensis
- Crocidura xantippe
- Crocidura yaldeni[135]
- Crocidura yankariensis
- Crocidura zaphiri
- Crocidura zarudnyi
- Crocidura zimmeri
- Zimmermanns spitsmuis (Crocidura zimmermanni)
- Gevlekte spitsmuis (Diplomesodon pulchellus)
- Spitsmuis van Kelaart (Feroculus feroculus)
- Zwarte dikstaartspitsmuis (Palawanosorex ater)[165]
- Palawanosorex muscorum[166]
- Grauers wimperspitsmuis (Paracrocidura graueri)
- Paracrocidura maxima
- Schoutedenwimperspitsmuis (Paracrocidura schoutedeni)
- Ruwenzorisorex suncoides
- Pantserspitsmuis (Scutisorex somereni)
- Scutisorex thori[167]
- Pearsonspitsmuis (Solisorex pearsoni)
- Suncus aequatorius
- Suncus dayi
- Wimperspitsmuis (Suncus etruscus)
- Suncus fellowesgordoni
- Suncus hosei
- Suncus hututsi[168]
- Suncus infinitesimus
- Suncus lixa
- Suncus malayanus
- Bosklimspitsmuis (Suncus megalurus)
- Floresdikstaartspitsmuis (Suncus mertensi)
- Suncus montanus
- Muskusspitsmuis (Suncus murinus)
- Suncus niger[169]
- Gabondwergdikstaartspitsmuis (Suncus remyi)
- Suncus stoliczkanus
- Suncus varilla
- Suncus zeylanicus
- Sylvisorex akaibei[170]
- Sylvisorex camerunensis
- Sylvisorex corbeti[171]
- Sylvisorex granti
- Sylvisorex howelli
- Sylvisorex isabellae
- Sylvisorex johnstoni
- Sylvisorex konganensis
- Sylvisorex lunaris
- Sylvisorex morio
- Sylvisorex ollula
- Sylvisorex oriundus
- Sylvisorex pluvialis
- Sylvisorex silvanorum[172]
- Sylvisorex vulcanorum

#### OnderfamilieMyosoricinae
- Congosorex phillipsorum[173]
- Congospitsmuis (Congosorex polli)
- Congosorex verheyeni
- Myosorex babaulti
- Myosorex blarina
- Myosorex bururiensis[174]
- Kafferspitsmuis (Myosorex cafer)
- Myosorex eisentrauti
- Myosorex geata
- Myosorex gnoskei[175]
- Myosorex jejei[174]
- Myosorex kabogoensis[176]
- Myosorex kihaulei
- Myosorex longicaudatus
- Myosorex meesteri[177]
- Myosorex okuensis
- Rumpi's muisspitsmuis (Myosorex rumpii)
- Schallers muisspitsmuis (Myosorex schalleri)
- Myosorex sclateri
- Myosorex tenuis
- Afrikaanse bosspitsmuis (Myosorex varius)
- Myosorex zinki
- Molspitsmuis (Surdisorex norae)
- Surdisorex polulus
- Surdisorex schlitteri[178]

#### OnderfamilieRoodtandspitsmuizen(Soricinae)
- Anourosorex assamensis
- Anourosorex schmidi
- Sechuanmolspitsmuis (Anourosorex squamipes)
- Anourosorex yamashinai
- Kortstaartspitsmuis (Blarina brevicauda)
- Zuidelijke kortstaartspitsmuis (Blarina carolinensis)
- Elliots kortstaartspitsmuis (Blarina hylophaga)
- Blarina peninsulae[179]
- Blarina shermani[180]
- Aziatische kortstaartspitsmuis (Blarinella quadraticauda)
- Blarinella wardi
- Maleise waterspitsmuis (Chimarrogale hantu)
- Chimarrogale himalayica
- Chimarrogale leander[181]
- Borneowaterspitsmuis (Chimarrogale phaeura)
- Chimarrogale platycephala
- Chimarrogale styani
- Sumatraanse waterspitsmuis (Chimarrogale sumatrana)
- Chimarrogale varennei[181]
- Chodsigoa caovansunga
- Chodsigoa dabieshanensis[182]
- Chodsigoa furva[183]
- Chodsigoa hoffmanni[183]
- Chodsigoa hypsibia
- Chodsigoa parca
- Chodsigoa parva
- Salenski's spitsmuis (Chodsigoa salenskii)
- Chodsigoa smithii
- Chodsigoa sodalis
- Cryptotis alticola
- Cryptotis andinus[184]
- Cryptotis aroensis[185]
- Cryptotis berlandieri[186]
- Cryptotis brachyonyx
- Cryptotis cavatorculus[187]
- Cryptotis celaque[187]
- Cryptotis colombianus
- Cryptotis dinirensis[188]
- Cryptotis eckerlini[189]
- Cryptotis endersi
- Cryptotis equatoris
- Cryptotis evaristoi[190]
- Cryptotis goldmani
- Cryptotis goodwini
- Cryptotis gracilis
- Cryptotis griseoventris
- Cryptotis hondurensis
- Cryptotis huttereri[184]
- Cryptotis lacandonensis[191]
- Cryptotis lacertosus[192]
- Cryptotis magnimanus[193]
- Cryptotis magnus
- Cryptotis mam[192]
- Cryptotis matsoni[189]
- Cryptotis mayensis
- Cryptotis mccarthyi[187]
- Cryptotis medellinius
- Cryptotis meridensis
- Cryptotis merriami
- Cryptotis merus
- Cryptotis mexicanus
- Cryptotis montecristo[189]
- Cryptotis monteverdensis[194]
- Cryptotis montivagus
- Cryptotis nelsoni
- Cryptotis niausa[195]
- Cryptotis nigrescens
- Cryptotis oreoryctes[196]
- Cryptotis orophilus
- Cryptotis osgoodi[197]
- Kortoorspitsmuis (Cryptotis parvus)
- Cryptotis peregrinus
- Cryptotis perijensis[198]
- Cryptotis peruviensis
- Cryptotis phillipsii
- Cryptotis pueblensis[186]
- Cryptotis soricinus[186]
- Cryptotis squamipes
- Cryptotis tamensis
- Cryptotis thomasi
- Cryptotis tropicalis
- Cryptotis venezuelensis[199]
- Cryptotis woodmani[200]
- Episoriculus baileyi[201]
- Episoriculus caudatus
- Episoriculus leucops
- Episoriculus macrurus
- Episoriculus sacratus[202]
- Episoriculus soluensis[203]
- Episoriculus umbrinus[204]
- Grote woestijnspitsmuis (Megasorex gigas)
- Tibetaanse waterspitsmuis (Nectogale elegans)
- Nectogale sikhimensis[205]
- Millers waterspitsmuis (Neomys anomalus)
- Waterspitsmuis (Neomys fodiens)
- Neomys milleri[206]
- Neomys teres
- Notiosorex cockrumi
- Grijze woestijnspitsmuis (Notiosorex crawfordi)
- Notiosorex evotis
- Notiosorex tataticuli[207]
- Notiosorex villai
- Parablarinella griselda[208]
- Parablarinella latimaxillata[209]
- Pseudosoriculus fumidus[210]
- Sorex albibarbis[211]
- Bergspitsmuis (Sorex alpinus)
- Sorex altoensis[212]
- Sorex antinorii
- Bosspitsmuis (Sorex araneus)
- Poolspitsmuis (Sorex arcticus)
- Arizonaspitsmuis (Sorex arizonae)
- Sorex asper
- Sorex bedfordiae
- Pacifische waterspitsmuis (Sorex bendirii)
- Sorex buchariensis
- Noordse spitsmuis (Sorex caecutiens)
- Sorex camtschaticus
- Gansuspitsmuis (Sorex cansulus)
- Sorex chiapensis[213]
- Amerikaanse gemaskerde spitsmuis (Sorex cinereus)
- Tweekleurige bosspitsmuis (Sorex coronatus)
- Sorex cruzi[214]
- Sorex cylindricauda
- Sorex daphaenodon
- Langstaartspitsmuis (Sorex dispar)[215]
- Sorex emarginatus
- Sorex excelsus
- Sorex eximius[216]
- Sorex fontinalis[217]
- Rookspitsmuis (Sorex fumeus)
- Sorex gomphus[218]
- Sorex gracillimus
- Iberische bosspitsmuis (Sorex granarius)
- Haydens spitsmuis (Sorex haydeni)
- Sorex hosonoi
- Noord-Amerikaanse dwergspitsmuis (Sorex hoyi)
- Sorex ibarrai[219]
- Grauwe spitsmuis (Sorex isodon)
- Sorex ixtlanensis[220]
- Sorex jacksoni
- Kozlovs spitsmuis (Sorex kozlovi)
- Sorex leucogaster
- zuidoostelijke spitsmuis (Sorex longirostris)
- Mount-Lyellspitsmuis (Sorex lyelli)
- Sorex macrodon
- Sorex madrensis[221]
- Sorex maritimensis
- Sorex mccarthyi[221]
- Sorex mediopua[220]
- Merriams spitsmuis (Sorex merriami)
- Sorex milleri
- Kleine dwergspitsmuis (Sorex minutissimus)
- Dwergspitsmuis (Sorex minutus)
- Sorex mirabilis
- Amerikaanse bergspitsmuis (Sorex monticolus)
- Sorex mutabilis[222]
- Sorex nanus
- Sorex navigator[223]
- Sorex nepalensis[224]
- Sorex obscurus[225]
- Sorex oreopolus
- Sorex orizabae
- Californische spitsmuis (Sorex ornatus)
- Pacifische spitsmuis (Sorex pacificus)
- Moerasspitsmuis (Sorex palustris)
- Sorex planiceps
- Sorex portenkoi
- Prebles spitsmuis (Sorex preblei)
- Unalaskaspitsmuis (Sorex pribilofensis)
- Sorex raddei
- Sorex roboratus
- Sorex rohweri[226]
- Sorex salvini[227]
- Italiaanse bosspitsmuis (Sorex samniticus)
- Sorex satunini
- Sorex saussurei
- Sorex sclateri
- Sorex shinto
- Sorex sinalis
- Mistspitsmuis (Sorex sonomae)
- Sorex stizodon
- Inyospitsmuis (Sorex tenellus)
- Sorex thibetanus
- Trowbridges spitsmuis (Sorex trowbridgii)
- Toendraspitsmuis (Sorex tundrensis)
- Sorex ugyunak
- Sorex unguiculatus
- West-Amerikaanse spitsmuis (Sorex vagrans)
- Sorex ventralis
- Sorex veraecrucis
- Sorex veraepacis
- Sorex volnuchini
- Sorex wardi[224]
- Soriculus beibengensis[228]
- Soriculus medogensis[229]
- Soriculus minor[230]
- Sikkimspitsmuis (Soriculus nigrescens)
- Soriculus nivatus[229]

## OrdeSchubdierachtigen(Pholidota)

### FamilieSchubdieren(Manidae)
- Indisch schubdier (Manis crassicaudata)
- Palawanschubdier (Manis culionensis)
- Javaans schubdier (Manis javanica)
- Chinees schubdier (Manis pentadactyla)
- Reuzenschubdier (Smutsia gigantea)[231]
- Temmincks schubdier (Smutsia temminckii)[231]
- Langstaartschubdier (Phataginus tetradactylus)[232]
- Afrikaans boomschubdier (Phataginus tricuspis)[232]

## OrdeRoofdieren(Carnivora)

### FamilieKatachtigen(Felidae)

#### OnderfamilieFelinae
- Jachtluipaard (Acinonyx jubatus)
- Afrikaanse goudkat (Caracal auratus)[233]
- Caracal (Caracal caracal)
- Borneogoudkat (Catopuma badia)
- Aziatische goudkat (Catopuma temmincki)
- Chinese woestijnkat (Felis bieti)
- Huiskat (Felis catus)
- Moeraskat (Felis chaus)
- Afrikaanse wilde kat (Felis lybica)[234]
- Woestijnkat (Felis margarita)
- Zwartvoetkat (Felis nigripes)
- Wilde kat (Felis silvestris)
- Jaguarundi (Herpailurus yagouaroundi)[235]
- Pantanalkat (Leopardus braccatus)
- Colocolokat (Leopardus colocola)
- Leopardus fasciatus[236]
- Leopardus garleppi[237]
- Geoffroykat (Leopardus geoffroyi)
- Nachtkat (Leopardus guigna)
- Leopardus guttulus[238]
- Bergkat (Leopardus jacobita)
- Leopardus narinensis[239]
- Pampakat (Leopardus pajeros)
- Ocelot (Leopardus pardalis)
- Leopardus pardinoides[240]
- Tijgerkat (Leopardus tigrinus)
- Margay (Leopardus wiedii)
- Serval (Leptailurus serval)
- Canadese lynx (Lynx canadensis)
- Lynx (Lynx lynx)
- Pardellynx (Lynx pardinus)
- Rode lynx (Lynx rufus)
- Manoel (Otocolobus manul)[241]
- Marmerkat (Pardofelis marmorata)
- Bengaalse tijgerkat (Prionailurus bengalensis)
- Prionailurus javanensis[242]
- Platkopkat (Prionailurus planiceps)
- Roestkat (Prionailurus rubiginosus)
- Vissende kat (Prionailurus viverrinus)
- Poema (Puma concolor)

#### OnderfamiliePantherinae
- Borneose nevelpanter (Neofelis diardi)[243]
- Nevelpanter (Neofelis nebulosa)
- Leeuw (Panthera leo)
- Jaguar (Panthera onca)
- Luipaard (Panthera pardus)
- Tijger (Panthera tigris)
- Sneeuwpanter (Panthera uncia)[244]

### FamilieAziatische linsangs(Prionodontidae)
Zie noot
- Gestreepte linsang (Prionodon linsang)
- Gevlekte linsang (Prionodon pardicolor)

### FamiliePardelroller(Nandiniidae)
- Pardelroller (Nandinia binotata)

### FamilieCivetkatachtigen(Viverridae)

#### OnderfamilieParadoxurinae
- Beermarter (Arctictis binturong)
- Driestrepige palmroller (Arctogalidia trivirgata)
- Gemaskerde larvenroller (Paguma larvata)
- Loewak (Paradoxurus hermaphroditus)
- Zuid-Indiase palmroller (Paradoxurus jerdoni)
- Zuidelijke palmroller (Paradoxurus musanga)[246]
- Filipijnse palmroller (Paradoxurus philippinensis)[246]
- Sri Lanka-palmroller (Paradoxurus zeylonensis)

#### OnderfamilieHemigalinae
- Owstonpalmroller (Chrotogale owstoni)
- Ottercivetkat (Cynogale bennetti)
- Borneobandcivetkat (Diplogale hosei)
- Gewone bandcivetkat (Hemigalus derbyanus)
- Celebespalmroller (Macrogalidia musschenbroekii)

#### OnderfamilieViverrinae
- Afrikaanse civetkat (Civettictis civetta)
- Malabarcivetkat (Viverra civettina)
- Grootvlekkige civetkat (Viverra megaspila)
- Maleise civetkat (Viverra tangalunga)
- Indische civetkat (Viverra zibetha)
- Rassé (Viverricula indica)

#### OnderfamilieGenettinae
- Ethiopische genet (Genetta abyssinica)
- Miombogenet (Genetta angolensis)
- Genetta bourloni
- Genetta cristata
- Genetta felina[247]
- Roestgenet (Genetta fieldiana)[248]
- Genetkat (Genetta genetta)
- Genetta johnstoni
- Genetta pardina
- Watercivetkat (Genetta piscivora)
- Genetta poensis
- Genetta servalina
- Hausagenet (Genetta thierryi)
- Tijgergenet (Genetta tigrina)
- Reuzengenet (Genetta victoriae)
- Poiana leightoni
- Afrikaanse linsang (Poiana richardsonii)

### FamilieMadagaskarcivetkatten(Eupleridae)

#### OnderfamilieEuplerinae
- Fretkat (Cryptoprocta ferox)
- Mierencivetkat (Eupleres goudotii)
- Fanaloka (Fossa fossana)

#### OnderfamilieMadagaskarmangoesten(Galidiinae)
- Ringstaartmangoeste (Galidia elegans)
- Vijfstreepmangoest (Galidictis fasciata)
- Tienstrepige mangoeste (Mungotictis decemlineata)
- Bruinstaartmangoeste (Salanoia concolor)

### FamilieMangoesten(Herpestidae)

#### OnderfamilieHerpestinae
- Moerasmangoeste (Atilax paludinosus)
- Bdeogale crassicauda
- Bdeogale jacksoni
- Bdeogale nigripes
- Bdeogale omnivora[249]
- Vosmangoest (Cynictis penicillata)
- Herpestes flavescens[250]
- Egyptische ichneumon (Herpestes ichneumon)
- Herpestes ochraceus[250]
- Herpestes pulverulentus[250]
- Slanke mangoeste (Herpestes sanguineus)[250]
- Witstaartmangoeste (Ichneumia albicauda)
- Grijze meerkat (Paracynictis selousi)
- Mellermangoeste (Rhynchogale melleri)
- Urva auropunctata[251]
- Kortstaartmangoeste (Urva brachyura)[252]
- Indische ichneumon (Urva edwardsii)[252]
- Urva fusca[252]
- Indische mangoeste (Urva javanica)[252]
- Urva semitorquata[252]
- Urva smithii[252]
- Krabbenetende mangoeste (Urva urva)[252]
- Urva vitticollis[252]
- Langsnuitmangoeste (Xenogale naso)[253]

#### OnderfamilieMungotinae
- Alexanderkoesimanse (Crossarchus alexandri)
- Crossarchus ansorgei
- Koesimanse (Crossarchus obscurus)
- Crossarchus platycephalus
- Afrikaanse tropische savannemangoeste (Dologale dybowskii)
- Ruigharige dwergmangoeste (Helogale hirtula)
- Dwergmangoeste (Helogale parvula)
- Liberiakoesimanse (Liberiictis kuhni)
- Gambiamangoeste (Mungos gambianus)
- Zebramangoeste (Mungos mungo)
- Stokstaartje (Suricata suricatta)

### FamilieHyena's(Hyaenidae)
- Gevlekte hyena (Crocuta crocuta)
- Gestreepte hyena (Hyaena hyaena)
- Bruine hyena (Parahyaena brunnea)[254]
- Aardwolf (Proteles cristatus)
- Proteles septentrionalis[255]

### FamilieHondachtigen(Canidae)
- Kortoorvos (Atelocynus microtis)
- Jakhals (Canis aureus)
- Hond (Canis familiaris)
- Coyote (Canis latrans)
- Canis lupaster[256]
- Wolf (Canis lupus)
- Amerikaanse wolf (Canis lycaon)[257]
- Rode wolf (Canis rufus)[257]
- Ethiopische wolf (Canis simensis)
- Krabbenetende vos (Cerdocyon thous)
- Manenwolf (Chrysocyon brachyurus)
- Rode hond (Cuon alpinus)
- Falklandvos (Dusicyon australis)†
- Dusicyon avus†
- Gestreepte jakhals (Lupulella adusta)[258]
- Zadeljakhals (Lupulella mesomelas)[258]
- Andesvos (Lycalopex culpaeus)
- Darwins vos (Lycalopex fulvipes)
- Patagonische vos (Lycalopex grisea)
- Azaravos (Lycalopex gymnocerca)
- Lycalopex sechurae
- Lycalopex vetula
- Afrikaanse wilde hond (Lycaon pictus)
- Wasbeerhond (Nyctereutes procyonoides)
- Japanse wasbeerhond (Nyctereutes viverrinus)[259]
- Grootoorvos (Otocyon megalotis)
- Boshond (Speothos venaticus)
- Grijze vos (Urocyon cinereoargenteus)
- Eilandvos (Urocyon littoralis)
- Bengaalse vos (Vulpes bengalensis)
- Afghaanse vos (Vulpes cana)
- Kaapse vos (Vulpes chama)
- Steppevos (Vulpes corsac)
- Midden-Aziatische vos (Vulpes ferrilata)
- Poolvos (Vulpes lagopus)
- Grootoorkitvos (Vulpes macrotis)
- Oostelijke zandvos (Vulpes pallida)
- Zandvos (Vulpes rueppellii)
- Kitvos (Vulpes velox)
- Vos (Vulpes vulpes)
- Fennek (Vulpes zerda)

### FamilieBeren(Ursidae)
- Reuzenpanda (Ailuropoda melanoleuca)
- Maleise beer (Helarctos malayanus)
- Lippenbeer (Melursus ursinus)
- Brilbeer (Tremarctos ornatus)
- Zwarte beer (Ursus americanus)
- Bruine beer (Ursus arctos)
- IJsbeer (Ursus maritimus)
- Kraagbeer (Ursus thibetanus)

### FamilieOorrobben(Otariidae)
- Zuid-Amerikaanse zeebeer (Arctocephalus australis)
- Australische zeebeer (Arctocephalus forsteri)
- Galapagoszeebeer (Arctocephalus galapagoensis)
- Kerguelenzeebeer (Arctocephalus gazella)
- Juan Fernandez-zeebeer (Arctocephalus philippii)
- Zuid-Afrikaanse zeebeer (Arctocephalus pusillus)
- Guadeloupe-zeebeer (Arctocephalus townsendi)
- Subantarctische zeebeer (Arctocephalus tropicalis)
- Noordelijke zeebeer (Callorhinus ursinus)
- Stellerzeeleeuw (Eumetopias jubatus)
- Australische zeeleeuw (Neophoca cinerea)
- Manenrob (Otaria flavescens)
- Nieuw-Zeelandse zeeleeuw (Phocarctos hookeri)
- Californische zeeleeuw (Zalophus californianus)
- Zalophus japonicus†
- Galapagoszeeleeuw (Zalophus wollebaeki)

### FamilieWalrussen(Odobenidae)
- Walrus (Odobenus rosmarus)

### FamilieZeehonden(Phocidae)
- Klapmuts (Cystophora cristata)
- Baardrob (Erignathus barbatus)
- Grijze zeehond (Halichoerus grypus)
- Bandrob (Histriophoca fasciata)
- Zeeluipaard (Hydrurga leptonyx)
- Weddellzeehond (Leptonychotes weddelli)
- Krabbeneter (Lobodon carcinophagus)
- Noordelijke zeeolifant (Mirounga angustirostris)
- Zuidelijke zeeolifant (Mirounga leonina)
- Mediterrane monniksrob (Monachus monachus)
- Hawaïaanse monniksrob (Neomonachus schauinslandi)[260]
- Caribische monniksrob (Neomonachus tropicalis)†[260]
- Rosszeehond (Ommatophoca rossi)
- Zadelrob (Pagophilus groenlandicus)
- Larghazeehond (Phoca largha)
- Gewone zeehond (Phoca vitulina)
- Kaspische zeehond (Pusa caspica)
- Kleine zeehond (Pusa hispida)
- Baikalrob (Pusa sibirica)

### FamilieMarterachtigen(Mustelidae)

#### OnderfamilieOtters(Lutrinae)
- Zeeotter (Enhydra lutris)
- Vlekhalsotter (Hydrictis maculicollis)
- Lontra annectens[261]
- Noord-Amerikaanse otter (Lontra canadensis)
- Kustotter (Lontra felina)
- Langstaartotter (Lontra longicaudis)
- Zuidelijke rivierotter (Lontra provocax)
- Kaapse otter (Lutra capensis)[262]
- Dwergotter (Lutra cinerea)[262]
- Lutra congica[263]
- Otter (Lutra lutra)
- Lutra nippon†
- Slanke otter (Lutra perspicillata)[264]
- Sumatraanse otter (Lutra sumatrana)
- Reuzenotter (Pteronura brasiliensis)

#### OnderfamilieEchte marters(Guloninae)
- Tayra (Eira barbara)
- Veelvraat (Gulo gulo)
- Amerikaanse marter (Martes americana)
- Martes caurina[265]
- Maleise bonte marter (Martes flavigula)
- Steenmarter (Martes foina)
- Nilgirimarter (Martes gwatkinsii)
- Boommarter (Martes martes)
- Japanse marter (Martes melampus)
- Sabelmarter (Martes zibellina)
- Vismarter (Pekania pennanti)[266]

#### OnderfamilieZonnedassen(Helictidinae)
- Melogale cucphuongensis[267]
- Borneozonnedas (Melogale everetti)
- Chinese zonnedas (Melogale moschata)
- Javaanse zonnedas (Melogale orientalis)
- Birmaanse zonnedas (Melogale personata)
- Melogale subaurantiaca[268]

#### OnderfamilieIctonychinae
- Galictis cuja
- Grison (Galictis vittata)
- Zorilla (Ictonyx striatus)
- Patagonische wezel (Lyncodon patagonicus)
- Gestreepte wezel (Poecilictis lybica)[269]
- Witnekwezel (Poecilogale albinucha)
- Gevlekte bunzing (Vormela peregusna)

#### OnderfamilieDasachtigen(Melinae)
- Noordelijke varkensdas (Arctonyx albogularis)[270]
- Varkensdas (Arctonyx collaris)
- Sumatraanse varkensdas (Arctonyx hoevenii)[270]
- Japanse das (Meles anakuma)
- Meles canescens[271]
- Aziatische das (Meles leucurus)
- Das (Meles meles)

#### OnderfamilieHoningdassen(Mellivorinae)
- Honingdas (Mellivora capensis)

#### OnderfamilieWezelachtigen(Mustelinae)
- Mustela aistoodonnivalis[272]
- Bergwezel (Mustela altaica)
- Hermelijn (Mustela erminea)
- Steppebunzing (Mustela eversmannii)
- Fret (Mustela furo)
- Mustela haidarum[273]
- Mustela itatsi
- Geelbuikwezel (Mustela kathiah)
- Europese nerts (Mustela lutreola)
- Javaanse wezel (Mustela lutreolina)
- Zwartvoetbunzing (Mustela nigripes)
- Wezel (Mustela nivalis)
- Naaktzoolwezel (Mustela nudipes)
- Bunzing (Mustela putorius)
- Amerikaanse hermelijn (Mustela richardsonii)[273]
- Siberische wezel (Mustela sibirica)
- Rugstreepwezel (Mustela strigidorsa)
- Neogale africana[274]
- Neogale felipei[274]
- Langstaartwezel (Neogale frenata)[274]
- Zeemink (Neogale macrodon)†[275]
- Amerikaanse nerts (Neogale vison)[275]

#### OnderfamilieZilverdassen(Taxidiinae)
- Zilverdas (Taxidea taxus)

### FamilieStinkdieren(Mephitidae)
- Conepatus amazonicus[276]
- Conepatus chinga
- Oostelijke varkenssnuitskunk (Conepatus leuconotus)
- Conepatus semistriatus
- Gekraagde skunk (Mephitis macroura)
- Gestreepte skunk (Mephitis mephitis)
- Maleise stinkdas (Mydaus javanensis)
- Filipijnse stinkdas (Mydaus marchei)
- Spilogale angustifrons
- Westelijk gevlekt stinkdier (Spilogale gracilis)
- Spilogale interrupta[277]
- Spilogale leucoparia[278]
- Gevlekte skunk (Spilogale putorius)
- Gevlekt dwergstinkdier (Spilogale pygmaea)
- Spilogale yucatanensis[279]

### FamilieKleine beren(Procyonidae)
- Allens olingo (Bassaricyon alleni)
- Olingo (Bassaricyon gabbii)
- Bassaricyon medius[280]
- Bassaricyon neblina[281]
- Noord-Amerikaanse katfret (Bassariscus astutus)
- Midden-Amerikaanse katfret (Bassariscus sumichrasti)
- Witsnuitneusbeer (Nasua narica)
- Rode neusbeer (Nasua nasua)
- Kleine neusbeer (Nasua olivacea)[282]
- Rolstaartbeer (Potos flavus)
- Krabbenetende wasbeer (Procyon cancrivorus)
- Wasbeer (Procyon lotor)
- Cozumelwasbeer (Procyon pygmaeus)

### FamilieKleine panda's(Ailuridae)
- Kleine panda (Ailurus fulgens)
- Ailurus styani[283]

## OrdeOnevenhoevigen(Perissodactyla)

### FamiliePaardachtigen(Equidae)
- Wilde ezel  (Equus africanus)
- Ezel (Equus asinus)
- Paard (Equus caballus)
- Wild paard (Equus ferus)
- Grévyzebra (Equus grevyi)
- Onager (Equus hemionus)
- Kiang (Equus kiang)
- Steppezebra (Equus quagga)
- Bergzebra (Equus zebra)

### FamilieNeushoorns(Rhinocerotidae)
- Witte neushoorn (Ceratotherium simum)
- Sumatraanse neushoorn (Dicerorhinus sumatrensis)
- Zwarte neushoorn (Diceros bicornis)
- Javaanse neushoorn (Rhinoceros sondaicus)
- Indische neushoorn (Rhinoceros unicornis)

### FamilieTapirs(Tapiridae)
- Midden-Amerikaanse tapir (Tapirus bairdi)
- Indische tapir (Tapirus indicus)
- Bergtapir (Tapirus pinchaque)
- Laaglandtapir (Tapirus terrestris)
- Tapirus kabomani

## OrdeWalvissen en evenhoevigen(Artiodactyla)

### FamilieKamelen(Camelidae)
- Kameel (Camelus bactrianus)
- Dromedaris (Camelus dromedarius)
- Wilde kameel (Camelus ferus)
- Lama (Lama glama)
- Guanaco (Lama guanicoe)
- Alpaca (Lama pacos)
- Vicuña (Lama vicugna)

### FamilieVarkens(Suidae)
- Gouden babiroesa (Babyrousa babyrussa)
- Babyrousa celebensis
- Babyrousa togeanensis
- Reuzenboszwijn (Hylochoerus meinertzhageni)
- Woestijnknobbelzwijn (Phacochoerus aethiopicus)
- Knobbelzwijn (Phacochoerus africanus)
- Dwergzwijn (Porcula salvania)[284]
- Boszwijn (Potamochoerus larvatus)
- Penseelzwijn (Potamochoerus porcus)
- Palawanbaardzwijn (Sus ahoenobarbus)
- Baardzwijn (Sus barbatus)
- Visayawrattenzwijn (Sus cebifrons)
- Celebeswrattenzwijn (Sus celebensis)
- Varken (Sus domesticus)
- Sus oliveri
- Filipijns wrattenzwijn (Sus philippensis)
- Wild zwijn (Sus scrofa)
- Javaans wrattenzwijn (Sus verrucosus)

### FamiliePekari's(Tayassuidae)
- Halsbandpekari (Dicotyles tajacu)[285]
- Chacopekari (Parachoerus wagneri)[286]
- Witlippekari (Tayassu pecari)

### FamilieDwergherten(Tragulidae)
- Waterdwerghert (Hyemoschus aquaticus)
- Indiaas gevlekt dwerghert (Moschiola indica)[287]
- Geelgevlekt dwerghert (Moschiola kathygre)[287]
- Klein gevlekt dwerghert (Moschiola meminna)
- Javaanse kleine kantjil (Tragulus javanicus)
- Kleine kantjil (Tragulus kanchil)
- Grote kantjil (Tragulus napu)
- Balabacdwerghert (Tragulus nigricans)
- Tragulus versicolor
- Tragulus williamsoni

### FamilieGaffelantilopen(Antilocapridae)
- Gaffelbok (Antilocapra americana)

### FamilieGiraffes(Giraffidae)
- Noordelijke giraffe (Giraffa camelopardalis)
- Zuidelijke giraffe (Giraffa giraffa)[288]
- Somalische giraffe (Giraffa reticulata)[288]
- Masaigiraffe (Giraffa tippelskirchi)[288]
- Okapi (Okapia johnstoni)

### FamilieHolhoornigen(Bovidae)

#### OnderfamilieEchte antilopen(Antilopinae)

##### TribusImpala's(Aepycerotini)
- Impala (Aepyceros melampus)

##### TribusKoeantilopen(Alcelaphini)
- Hartebeest (Alcelaphus buselaphus)
- Hirola (Beatragus hunteri)
- Witstaartgnoe (Connochaetes gnou)
- Blauwe gnoe (Connochaetes taurinus)
- Lierantilope (Damaliscus lunatus)
- Bontebok (Damaliscus pygargus)

##### TribusGazelleachtigen(Antilopini)
- Dibatag (Ammodorcas clarkei)
- Springbok (Antidorcas marsupialis)
- Indische antilope (Antilope cervicapra)
- Beira (Dorcatragus megalotis)
- Eudorcas albonotata[289]
- Koringazelle (Eudorcas rufifrons)
- Noord-Algerijnse gazelle (Eudorcas rufina)†
- Thomsongazelle (Eudorcas thomsonii)
- Eudorcas tilonura[290]
- Arabische gazelle (Gazella arabica)
- Indische gazelle (Gazella bennettii)
- Edmigazelle (Gazella cuvieri)
- Dorcasgazelle (Gazella dorcas)
- Berggazelle (Gazella gazella)
- Duingazelle (Gazella leptoceros)
- Arabische zandgazelle (Gazella marica)[291]
- Spekes gazelle (Gazella spekei)
- Kropgazelle (Gazella subgutturosa)
- Gerenoek (Litocranius walleri)
- Madoqua cavendishi[292]
- Madoqua damarensis[292]
- Guenthers dikdik (Madoqua guentheri)
- Kirkdikdik (Madoqua kirkii)
- Zilverdikdik (Madoqua piacentinii)
- Saltdikdik (Madoqua saltiana)
- Madoqua thomasi[292]
- Damagazelle (Nanger dama)
- Grantgazelle (Nanger granti)
- Nanger notatus[293]
- Nanger petersii[293]
- Soemerringgazelle (Nanger soemmerringii)
- Oribi (Ourebia ourebi)
- Mongoolse gazelle (Procapra gutturosa)
- Tibetgazelle (Procapra picticaudata)
- Chinese steppegazelle (Procapra przewalskii)
- Steenbokantilope (Raphicerus campestris)
- Grijsbok (Raphicerus melanotis)
- Sharpes grijsbok (Raphicerus sharpei)
- Saïga (Saiga tatarica)

##### TribusBokken(Caprini)
- Manenschaap (Ammotragus lervia)
- Arabische thargeit (Arabitragus jayakari)[294]
- Takin (Budorcas taxicolor)
- Budorcas tibetana[295]
- Bezoargeit (Capra aegagrus)
- West-Kaukasische toer (Capra caucasica)
- Oost-Kaukasische toer (Capra cylindricornis)[296]
- Schroefhoorngeit (Capra falconeri)
- Bezoargeit (Capra hircus)
- Steenbok (Capra ibex)
- Nubische steenbok (Capra nubiana)
- Spaanse steenbok (Capra pyrenaica)
- Siberische steenbok (Capra sibirica)
- Waliasteenbok (Capra walie)
- Japanse bosgems (Capricornis crispus)
- Rode bosgems (Capricornis rubidus)
- Sumatraanse bosgems (Capricornis sumatraensis)
- Taiwanese bosgems (Capricornis swinhoei)
- Himalayathargeit (Hemitragus jemlahicus)
- Rode goral (Naemorhedus baileyi)
- Langstaartgoral (Naemorhedus caudatus)
- Naemorhedus cranbrooki[297]
- Naemorhedus evansi[298]
- Himalayagoral (Naemorhedus goral)
- Chinese goral (Naemorhedus griseus)
- Nilgirithargeit (Nilgiritragus hylocrius)[294]
- Sneeuwgeit (Oreamnos americanus)
- Muskusos (Ovibos moschatus)
- Argali (Ovis ammon)
- Schaap (Ovis aries)
- Dikhoornschaap (Ovis canadensis)
- Dalls schaap (Ovis dalli)
- Aziatische moeflon (Ovis gmelinii)
- Sneeuwschaap (Ovis nivicola)
- Oerial (Ovis vignei)[299]
- Tibetaanse antilope (Pantholops hodgsonii)
- Blauwschaap (Pseudois nayaur)
- Pyrenese gems (Rupicapra pyrenaica)
- Gems (Rupicapra rupicapra)

##### TribusDuikers(Cephalophini)
- Cephalophorus brookei[300]
- Peters duiker (Cephalophorus callipygus)[300]
- Cephalophorus kivuensis[301]
- Witbuikduiker (Cephalophorus leucogaster)[300]
- Rode duiker (Cephalophorus natalensis)[300]
- Zwarte duiker (Cephalophorus niger)[300]
- Zwartvoorhoofdduiker (Cephalophorus nigrifrons)[300]
- Ogilbys duiker (Cephalophorus ogilbyi)[300]
- Rwenzoriduiker (Cephalophorus rubidus)[301]
- Blauwrugduiker (Cephalophorus rufilatus)[300]
- Weyns duiker (Cephalophorus weynsi)[300]
- Zebraduiker (Cephalophula zebra)[302]
- Zwartrugduiker (Cephalophus dorsalis)
- Jentinkduiker (Cephalophus jentinki)
- Geelrugduiker (Cephalophus silvicultor)
- Abbotts duiker (Cephalophus spadix)
- Aders duiker (Leucocephalophus adersi)[303]
- Maxwells duiker (Philantomba maxwellii)
- Blauwe duiker (Philantomba monticola)
- Walters duiker (Philantomba walteri)[304]
- Gewone duiker (Sylvicapra grimmia)

##### TribusPaardantilopen(Hippotragini)
- Addax (Addax nasomaculatus)
- Roanantilope (Hippotragus equinus)
- Blauwbok (Hippotragus leucophaeus)†
- Sabelantilope (Hippotragus niger)
- Beisa (Oryx beisa)
- Algazel (Oryx dammah)
- Gemsbok (Oryx gazella)
- Arabische oryx (Oryx leucoryx)

##### TribusDwergantilopen(Neotragini)
- Dwergantilope (Neotragus pygmaeus)
- Bates' dwergantilope (Nesotragus batesi)[305]
- Soeni (Nesotragus moschatus)[305]

##### TribusKlipspringers(Oreotragini)
- Klipspringer (Oreotragus oreotragus)

##### TribusRietbokken en waterbokken(Reduncini)
- Waterbok (Kobus ellipsiprymnus)
- Kob (Kobus kob)
- Litschiewaterbok (Kobus leche)
- Nijlantilope (Kobus megaceros)
- Puku (Kobus vardonii)
- Reebokantilope (Pelea capreolus)
- Grote rietbok (Redunca arundinum)
- Bergrietbok (Redunca fulvorufula)
- Bohorrietbok (Redunca redunca)

#### OnderfamilieRunderen(Bovinae)

##### TribusBoselaphini
- Nijlgau (Boselaphus tragocamelus)
- Vierhoornantilope (Tetracerus quadricornis)

##### TribusBovini
- Bizon (Bos bison)[306]
- Wisent (Bos bonasus)[306]
- Gayal (Bos frontalis)
- Gaur (Bos gaurus)
- Jak (Bos grunniens)
- Banteng (Bos javanicus)
- Wilde jak (Bos mutus)
- Oeros (Bos primigenius)†
- Kouprey (Bos sauveli)
- Rund (Bos taurus)
- Wilde waterbuffel (Bubalus arnee)
- Waterbuffel (Bubalus bubalis)
- Anoa (Bubalus depressicornis)
- Tamaroe (Bubalus mindorensis)
- Berganoa (Bubalus quarlesi)
- Saola (Pseudoryx nghetinhensis)
- Kafferbuffel (Syncerus caffer)

##### TribusTragelaphini
- Nyala (Tragelaphus angasii)
- Bergnyala (Tragelaphus buxtoni)
- Reuzenelandantilope (Tragelaphus derbianus)[307]
- Bongo (Tragelaphus eurycerus)
- Kleine koedoe (Tragelaphus imberbis)
- Elandantilope (Tragelaphus oryx)[307]
- Bosbok (Tragelaphus scriptus)
- Sitatoenga (Tragelaphus spekii)
- Grote koedoe (Tragelaphus strepsiceros)
- Tragelaphus sylvaticus[308]

### FamilieMuskusherten(Moschidae)
- Moschus anhuiensis
- Oost-Chinees muskushert (Moschus berezovskii)
- Himalayamuskushert (Moschus chrysogaster)
- Moschus cupreus
- Yunnanmuskushert (Moschus fuscus)
- Moschus leucogaster
- Muskushert (Moschus moschiferus)

### FamilieHerten(Cervidae)

#### OnderfamilieEchte herten(Cervinae)
- Axishert (Axis axis)
- Calamianenhert (Axis calamianensis)
- Baweanhert (Axis kuhlii)
- Zwijnshert (Axis porcinus)
- Witliphert (Cervus albirostris)
- Wapiti (Cervus canadensis)[309]
- Edelhert (Cervus elaphus)
- Cervus hanglu[309]
- Sikahert (Cervus nippon)
- Damhert (Dama dama)
- Mesopotamisch damhert (Dama mesopotamica)
- Pater-Davidshert (Elaphurus davidianus)
- Barasingahert (Rucervus duvaucelii)
- Lierhert (Rucervus eldii)
- Schomburgk-hert (Rucervus schomburgki)†
- Prins-Alfredhert (Rusa alfredi)
- Filipijnse sambar (Rusa marianna)
- Javaans hert (Rusa timorensis)
- Sambar (Rusa unicolor)
- Kuifhert (Elaphodus cephalophus)
- Gele muntjak van Borneo (Muntiacus atherodes)
- Zwarte muntjak (Muntiacus crinifrons)
- Tibetmuntjak (Muntiacus feae)
- Muntiacus gongshanensis
- Muntiacus malabaricus[310]
- Zuidelijke rode muntjak (Muntiacus muntjak)
- Muntiacus puhoatensis
- Muntiacus putaoensis
- Chinese muntjak (Muntiacus reevesi)
- Yunnanmuntjak (Muntiacus rooseveltorum)
- Muntiacus truongsonensis
- Noordelijke rode muntjak (Muntiacus vaginalis)[310]
- Reuzenmuntjak (Muntiacus vuquangensis)

#### OnderfamilieSchijnherten(Capreolinae)
- Eland (Alces alces)
- Bisbalus citus[311]
- Moerashert (Blastocerus dichotomus)
- Ree (Capreolus capreolus)
- Siberische ree (Capreolus pygargus)
- Peruviaanse huemul (Hippocamelus antisensis)
- Chileense huemul (Hippocamelus bisulcus)
- Chinese waterree (Hydropotes inermis)
- Rood spieshert (Mazama americana)
- Dwergspieshert (Mazama chunyi)
- Mazama jucunda[312]
- Mazama nanus
- Mazama rufa[313]
- Bruin spieshert (Mazama rufina)
- Mazama temama
- Muildierhert (Odocoileus hemionus)
- Odocoileus pandora[314]
- Witstaarthert (Odocoileus virginianus)
- Pampahert (Ozotoceros bezoarticus)
- Passalites nemorivagus[315]
- Pudella carlae[316]
- Noordelijke poedoe (Pudella mephistophila)[317]
- Zuidelijke poedoe (Pudu puda)
- Rendier (Rangifer tarandus)
- Grijs spieshert (Subulo gouazoubira)[318]

### FamilieNijlpaarden(Hippopotamidae)
- Dwergnijlpaard (Hexaprotodon liberiensis)
- Nijlpaard (Hippopotamus amphibius)

### FamilieEchte walvissen(Balaenidae)
- Groenlandse walvis (Balaena mysticetus)
- Zuidkaper (Eubalaena australis)
- Noordkaper (Eubalaena glacialis)
- Grote oceaannoordkaper (Eubalaena japonica)

### FamilieVinvissen(Balaenopteridae)
- Dwergvinvis (Balaenoptera acutorostrata)
- Antarctische dwergvinvis (Balaenoptera bonaerensis)
- Noordse vinvis (Balaenoptera borealis)
- Brydevinvis (Balaenoptera brydei)[319]
- Edens vinvis (Balaenoptera edeni)
- Blauwe vinvis (Balaenoptera musculus)
- Omurawalvis (Balaenoptera omurai)[320]
- Gewone vinvis (Balaenoptera physalus)
- Balaenoptera ricei[319]
- Grijze walvis (Eschrichtius robustus)
- Bultrug (Megaptera novaeangliae)

### FamilieDwergwalvis(Cetotheriidae)
- Dwergwalvis (Caperea marginata)

### FamilieDwergpotvissen(Kogiidae)
- Dwergpotvis (Kogia breviceps)
- Kleinste potvis (Kogia sima)

### FamiliePotvissen(Physeteridae)
- Potvis (Physeter catodon)

### FamilieIndische rivierdolfijnen(Platanistidae)
- Gangesdolfijn (Platanista gangetica)
- Indusdolfijn (Platanista minor)

### FamilieSpitssnuitdolfijnen(Ziphiidae)
- Zuidelijke zwarte dolfijn (Berardius arnuxii)
- Zwarte dolfijn (Berardius bairdii)
- Berardius minimus[321]
- Noordelijke butskop (Hyperoodon ampullatus)
- Zuidelijke butskop (Hyperoodon planifrons)
- Longmanspitssnuitdolfijn (Indopacetus pacificus)
- Gewone spitssnuitdolfijn (Mesoplodon bidens)
- Bowdoinspitssnuitdolfijn (Mesoplodon bowdoini)
- Hubbspitssnuitdolfijn (Mesoplodon carlhubbsi)
- Spitssnuitdolfijn van Blainville (Mesoplodon densirostris)
- Mesoplodon eueu[322]
- Spitssnuitdolfijn van Gervais (Mesoplodon europaeus)
- Japanse spitssnuitdolfijn (Mesoplodon ginkgodens)
- Spitssnuitdolfijn van Gray (Mesoplodon grayi)
- Hectorspitssnuitdolfijn (Mesoplodon hectori)
- Mesoplodon hotaula[323]
- Layardspitssnuitdolfijn (Mesoplodon layardii)
- Truespitssnuitdolfijn (Mesoplodon mirus)
- Mesoplodon perrini
- Humboldtspitssnuitdolfijn (Mesoplodon peruvianus)
- Stejnegers spitssnuitdolfijn (Mesoplodon stejnegeri)
- Spadetandspitssnuitdolfijn (Mesoplodon traversii)
- Spitssnuitdolfijn van Tasmanië (Tasmacetus shepherdi)
- Dolfijn van Cuvier (Ziphius cavirostris)

### FamilieLipotidae
- Chinese vlagdolfijn (Lipotes vexillifer)

### FamilieOrinocodolfijnen(Iniidae)
- Inia araguaiaensis[324]
- Inia boliviensis[325]
- Orinocodolfijn (Inia geoffrensis)
- Inia humboldtiana[326]

### FamiliePontoporiidae
- La Plata-dolfijn (Pontoporia blainvillei)

### FamilieDolfijnen(Delphinidae)
- Kortsnuitdolfijn (Cephalorhynchus commersonii)
- Witbuikige dolfijn (Cephalorhynchus eutropia)
- Heavisidedolfijn (Cephalorhynchus heavisidii)
- Hectordolfijn (Cephalorhynchus hectori)
- Delphinus bairdii[327]
- Gewone dolfijn (Delphinus delphis)
- Dwerggriend (Feresa attenuata)
- Indische griend (Globicephala macrorhynchus)
- Griend (Globicephala melas)
- Gramper (Grampus griseus)
- Sarawakdolfijn (Lagenodelphis hosei)
- Witsnuitdolfijn (Lagenorhynchus albirostris)
- Witflankdolfijn (Leucopleurus acutus)[328]
- Noordelijke gladde dolfijn (Lissodelphis borealis)
- Zuidelijke gladde dolfijn (Lissodelphis peronii)
- Irrawaddydolfijn (Orcaella brevirostris)
- Orcaella heinsohni[329]
- Orcinus ater[330]
- Orka (Orcinus orca)
- Orcinus rectipinnus[330]
- Veeltandgriend (Peponocephala electra)
- Zwarte zwaardwalvis (Pseudorca crassidens)
- Dolfijn van Peale (Sagmatias australis)[331]
- Zandloperdolfijn (Sagmatias cruciger)[331]
- Witgestreepte dolfijn (Sagmatias obliquidens)[331]
- Donkergestreepte dolfijn (Sagmatias obscurus)[331]
- Tucuxi (Sotalia fluviatilis)
- Sotalia guianensis[332]
- Chinese witte dolfijn (Sousa chinensis)
- Sousa plumbea[333]
- Sousa sahulensis[333]
- Kameroendolfijn (Sousa teuszii)
- Slanke dolfijn (Stenella attenuata)
- Clymenedolfijn (Stenella clymene)
- Gestreepte dolfijn (Stenella coeruleoalba)
- Atlantische vlekdolfijn (Stenella frontalis)
- Langsnuitdolfijn (Stenella longirostris)
- Snaveldolfijn (Steno bredanensis)
- Langbektuimelaar (Tursiops aduncus)
- Tursiops erebennus[334]
- Tuimelaar (Tursiops truncatus)

### FamilieGrondeldolfijnen(Monodontidae)
- Beloega (Delphinapterus leucas)
- Narwal (Monodon monoceros)

### FamilieBruinvissen(Phocoenidae)
- Neophocaena asiaeorientalis[335]
- Indische bruinvis (Neophocaena phocaenoides)
- Neophocaena sunameri[335]
- Brilbruinvis (Phocoena dioptrica)
- Bruinvis (Phocoena phocoena)
- Californische bruinvis (Phocoena sinus)
- Bruinvis van Burmeister (Phocoena spinipinnis)
- Dalls bruinvis (Phocoenoides dalli)

## OrdeHaasachtigen(Lagomorpha)

### FamiliePika's(Ochotonidae)
- Altaifluithaas (Ochotona alpina)
- Ochotona argentata
- Ochotona cansus
- Alaskafluithaas (Ochotona collaris)
- Koreaanse fluithaas (Ochotona coreana)[336]
- Zwartlipfluithaas (Ochotona curzoniae)
- Daurische fluithaas (Ochotona dauurica)
- Ochotona erythrotis
- Ochotona flatcalvariam[337]
- Ochotona forresti
- Ochotona hoffmanni
- Ochotona huanglongensis[337]
- Noordelijke fluithaas (Ochotona hyperborea)
- Ochotona iliensis
- Ochotona koslowi
- Ochotona ladacensis
- Grootoorfluithaas (Ochotona macrotis)
- Mantsjoerijse fluithaas (Ochotona mantchurica)[336]
- Ochotona nubrica
- Kazachstaanse fluithaas (Ochotona opaca)[338]
- Mongoolse fluithaas (Ochotona pallasi)
- Noord-Amerikaanse fluithaas (Ochotona princeps)
- Dwergfluithaas (Ochotona pusilla)
- Ochotona qionglaiensis[337]
- Himalayafluithaas (Ochotona roylii)[339]
- Perzische fluithaas (Ochotona rufescens)
- Rode fluithaas (Ochotona rutila)
- Ochotona sacraria[340]
- Ochotona sikimaria[341]
- Tsing-lingfluithaas (Ochotona syrinx)
- Tibetaanse fluithaas (Ochotona thibetana)
- Ochotona thomasi
- Ochotona turuchanensis
- Ochotona vizier[342]

### FamilieProlagidae
- Prolagus sardus †

### FamilieHazen en konijnen(Leporidae)
- Hottentothaas (Bunolagus monticularis)
- Bengaals konijn (Caprolagus hispidus)
- Ezelhaas (Lepus alleni)
- Lepus altamirae[343]
- Amerikaanse haas (Lepus americanus)
- Poolhaas (Lepus arcticus)
- Japanse haas (Lepus brachyurus)
- Zwartstaarthaas (Lepus californicus)
- Witflankhaas (Lepus callotis)
- Kaapse haas (Lepus capensis)
- Cantabrische haas (Lepus castroviejoi)
- Yunnanhaas (Lepus comus)
- Koreahaas (Lepus coreanus)
- Corsicaanse haas (Lepus corsicanus)
- Haas (Lepus europaeus)
- Ethiopische haas (Lepus fagani)
- Mexicaanse haas (Lepus flavigularis)
- Iberische haas (Lepus granatensis)
- Abessijnse haas (Lepus habessinicus)
- Hainanhaas (Lepus hainanus)
- Mandsjoerijse haas (Lepus mandshuricus)
- Lepus mediterraneus[344]
- Savannehaas (Lepus microtis)
- Zwartnekhaas (Lepus nigricollis)
- Tibetaanse haas (Lepus oiostolus)
- Alaskahaas (Lepus othus)
- Birmaanse haas (Lepus peguensis)
- Lepus saharae[344]
- Struikhaas (Lepus saxatilis)
- Lepus schlumbergeri[344]
- Chinese haas (Lepus sinensis)
- Ethiopische hooglandhaas (Lepus starcki)
- Lepus tibetanus
- Sneeuwhaas (Lepus timidus)
- Tolaihaas (Lepus tolai)
- Prairiehaas (Lepus townsendii)
- Jarkandhaas (Lepus yarkandensis)
- Sumatraans konijn (Nesolagus netscheri)
- Annamitisch gestreept konijn (Nesolagus timminsi)
- Konijn (Oryctolagus cuniculus)
- Amamikonijn (Pentalagus furnessi)
- Midden-Afrikaans konijn (Poelagus marjorita)
- Grote rode rotshaas (Pronolagus crassicaudatus)
- Jamesons rode rotshaas (Pronolagus randensis)
- Smiths rotshaas (Pronolagus rupestris)
- Pronolagus saundersiae[345]
- Vulkaankonijn (Romerolagus diazi)
- Sylvilagus andinus[346]
- Sylvilagus apollinaris[347]
- Waterkonijn (Sylvilagus aquaticus)
- Woestijnkatoenstaartkonijn (Sylvilagus audubonii)
- Californisch konijn (Sylvilagus bachmani)
- Braziliaans konijn (Sylvilagus brasiliensis)
- Mexicaanse katoenstaartkonijn (Sylvilagus cunicularius)
- Sylvilagus daulensis[346]
- Dices katoenstaartkonijn (Sylvilagus dicei)
- Floridakonijn (Sylvilagus floridanus)
- Sylvilagus fulvescens[347]
- Sylvilagus gabbi[348]
- Tres Maríaskatoenstaart (Sylvilagus graysoni)
- Sylvilagus holzneri[349]
- Sylvilagus hondurensis[350]
- Dwergkonijn (Sylvilagus idahoensis)[351]
- Sylvilagus incitatus[346]
- Omiltemikatoenstaartkonijn (Sylvilagus insonus)
- Sylvilagus nicefori[346]
- Bergkatoenstaartkonijn (Sylvilagus nuttallii)
- Appalachenkatoenstaart (Sylvilagus obscurus)
- Moeraskonijn (Sylvilagus palustris)
- Sylvilagus parentum[352]
- Sylvilagus salentus[346]
- Sylvilagus sanctaemartae[346]
- Sylvilagus surdaster[346]
- Sylvilagus tapetillus[353]
- New-Englandkatoenstaart (Sylvilagus transitionalis)
- Sylvilagus varynaensis
- Sylvilagus yucatanicus[350]

## OrdeToepaja's(Scandentia)

### FamilieEchte toepaja's(Tupaiidae)
- Elliottoepaja (Anathana ellioti)
- Zuidelijke zachtstaarttoepaja (Dendrogale melanura)
- Noordelijke zachtstaarttoepaja (Dendrogale murina)
- Belangers toepaja (Tupaia belangeri)
- Tupaia chrysogaster
- Tupaia discolor[354]
- Gestreepte toepaja (Tupaia dorsalis)
- Filipijnse toepaja (Tupaia everetti)[355]
- Tupaia ferruginea[354]
- Gewone toepaja (Tupaia glis)
- Slanke toepaja (Tupaia gracilis)
- Tupaia hypochrysa[354]
- Javaanse toepaja (Tupaia javanica)
- Langvoettoepaja (Tupaia longipes)
- Kleine toepaja (Tupaia minor)
- Bergtoepaja (Tupaia montana)
- Nicobarentoepaja (Tupaia nicobarica)
- Palawantoepaja (Tupaia palawanensis)
- Getekende toepaja (Tupaia picta)
- Tupaia salatana[354]
- Roodstaarttoepaja (Tupaia splendidula)
- Tana (Tupaia tana)

### FamilieVederstaarttoepaja(Ptilocercidae)
- Vederstaarttoepaja (Ptilocercus lowii)

## OrdeHuidvliegers(Dermoptera)

### FamilieVliegende katten(Cynocephalidae)
- Filipijnse vliegende kat (Cynocephalus volans)
- Maleise vliegende kat (Galeopterus variegatus)

## OrdePrimaten(Primates)

### FamilieDwergmaki's(Cheirogaleidae)
- Pluimoorkatmaki (Allocebus trichotis)
- Cheirogaleus andysabini[356]
- Cheirogaleus crossleyi
- Cheirogaleus grovesi[357]
- Cheirogaleus lavasoensis[358]
- Grote katmaki (Cheirogaleus major)
- Vetstaartkatmaki (Cheirogaleus medius)
- Cheirogaleus minusculus
- Cheirogaleus shethi[359]
- Cheirogaleus sibreei
- Cheirogaleus thomasi[360]
- Microcebus arnholdi[361]
- Microcebus berthae
- Microcebus bongolavensis[362]
- Microcebus boraha[363]
- Microcebus danfossi[362]
- Microcebus ganzhorni[363]
- Microcebus gerpi[364]
- Microcebus griseorufus
- Microcebus jollyae[365]
- Microcebus jonahi[366]
- Microcebus lehilahytsara[367]
- Microcebus macarthurii[368]
- Microcebus mamiratra[369]
- Microcebus manitatra[363]
- Microcebus margotmarshae[361]
- Microcebus marohita[370]
- Dwergmuismaki (Microcebus murinus)
- Kleine dwergmuismaki (Microcebus myoxinus)
- Goudbruine muismaki (Microcebus ravelobensis)
- Rode muismaki (Microcebus rufus)
- Microcebus sambiranensis
- Microcebus simmonsi[365]
- Microcebus tanosi[370]
- Microcebus tavaratra
- Coquereldwergmaki (Mirza coquereli)
- Mirza zaza[367]
- Phaner electromontis
- Vorkstreepmaki (Phaner furcifer)
- Phaner pallescens
- Phaner parienti

### FamilieMaki's(Lemuridae)
- Witkopmaki (Eulemur albifrons)
- Eulemur cinereiceps
- Eulemur collaris
- Kroonmaki (Eulemur coronatus)
- Blauwoogmaki (Eulemur flavifrons)[371]
- Bruine maki (Eulemur fulvus)
- Zwarte maki (Eulemur macaco)
- Mongozmaki (Eulemur mongoz)
- Roodbuikmaki (Eulemur rubriventer)
- Eulemur rufifrons[372]
- Roodkopmaki (Eulemur rufus)
- Eulemur sanfordi
- Alaotrabamboemaki (Hapalemur alaotrensis)
- Gouden halfmaki (Hapalemur aureus)
- Grijze halfmaki (Hapalemur griseus)
- Hapalemur meridionalis[373]
- Hapalemur occidentalis
- Ringstaartmaki (Lemur catta)
- Breedsnuithalfmaki (Prolemur simus)
- Rode vari (Varecia rubra)
- Vari (Varecia variegata)

### FamilieWezelmaki's(Lepilemuridae)
- Lepilemur aeeclis[374]
- Lepilemur ahmansoni[375]
- Lepilemur ankaranensis
- Lepilemur betsileo[375]
- Grijsrugwezelmaki (Lepilemur dorsalis)
- Milne-Edwards' wezelmaki (Lepilemur edwardsi)
- Lepilemur fleuretae[375]
- Lepilemur grewcocki[375]
- Lepilemur hollandorum[376]
- Lepilemur hubbardi[375]
- Lepilemur jamesi[375]
- Witvoetwezelmaki (Lepilemur leucopus)
- Kleintandwezelmaki (Lepilemur microdon)
- Lepilemur milanoii[375]
- Gewone wezelmaki (Lepilemur mustelinus)
- Lepilemur otto[377]
- Lepilemur petteri[375]
- Lepilemur randrianasoloi[374]
- Roodstaartwezelmaki (Lepilemur ruficaudatus)
- Lepilemur sahamalaza[374]
- Lepilemur scottorum[378]
- Lepilemur seali[375]
- Noordelijke wezelmaki (Lepilemur septentrionalis)
- Lepilemur tymerlachsoni[375]
- Lepilemur wrighti[375]

### FamilieIndriachtigen(Indriidae)
- Avahi betsileo[379]
- Avahi cleesei[380]
- Oostelijke wolmaki (Avahi laniger)
- Avahi meridionalis[381]
- Avahi mooreorum[378]
- Westelijke wolmaki (Avahi occidentalis)
- Avahi peyrierasi[381]
- Avahi ramanantsoavani[382]
- Avahi unicolor
- Indri (Indri indri)
- Propithecus candidus[383]
- Propithecus coquereli
- Propithecus coronatus[384]
- Propithecus deckenii
- Diadeemsifaka (Propithecus diadema)
- Propithecus edwardsi
- Propithecus perrieri
- Goudkroonsifaka (Propithecus tattersalli)
- Verreauxsifaka (Propithecus verreauxi)

### FamilieVingerdieren(Daubentoniidae)
- Vingerdier (Daubentonia madagascariensis)

### FamilieLoriachtigen(Lorisidae)
- Gouden angwantibo (Arctocebus aureus)
- Angwantibo (Arctocebus calabarensis)
- Grijze slanke lori (Loris lydekkerianus)
- Loris malabaricus[385]
- Rode slanke lori (Loris tardigradus)
- Nycticebus bancanus[386]
- Bengaalse plompe lori (Nycticebus bengalensis)
- Nycticebus borneanus[386]
- Grote plompe lori (Nycticebus coucang)
- Nycticebus hilleri[387]
- Nycticebus javanicus[387]
- Nycticebus kayan[386]
- Nycticebus menagensis[387]
- Perodicticus edwardsi[388]
- Perodicticus ibeanus[388]
- Potto (Perodicticus potto)
- Xanthonycticebus intermedius[389]
- Kleine plompe lori (Xanthonycticebus pygmaeus)[390]

### FamilieGalago's(Galagidae)
- Zuidelijke kielnagelgalago (Euoticus elegantulus)
- Noordelijke kielnagelgalago (Euoticus pallidus)
- Somaligalago (Galago gallarum)
- Oostelijke kielnagelgalago (Galago matschiei)
- Zuid-Afrikaanse galago (Galago moholi)
- Senegalgalago (Galago senegalensis)
- Dwerggalago (Galagoides demidoff)
- Galagoides kumbirensis[391]
- Thomas galago (Galagoides thomasi)[392]
- Dikstaartgalago (Otolemur crassicaudatus)
- Garnetts galago (Otolemur garnettii)
- Paragalago cocos[393]
- Grants galago (Paragalago granti)[394]
- Berggalago (Paragalago orinus)[394]
- Rondogalago (Paragalago rondoensis)[394]
- Zanzibargalago (Paragalago zanzibaricus)[394]
- Sciurocheirus alleni[395]
- Sciurocheirus gabonensis[395]
- Sciurocheirus makandensis[396]

### FamilieSpookdiertjes(Tarsiidae)
- Filipijns spookdier (Carlito syrichta)[397]
- Westelijk spookdiertje (Cephalopachus bancanus)[398]
- Noordelijk celebesspookdier (Tarsius dentatus)
- Tarsius fuscus[399]
- Tarsius lariang[400]
- Tarsius niemitzi[401]
- Pelengspookdier (Tarsius pelengensis)
- Dwergspookdier (Tarsius pumilus)
- Sangihespookdier (Tarsius sangirensis)
- Tarsius spectrumgurskyae[402]
- Tarsius supriatnai[402]
- Celebesspookdier (Tarsius tarsier)
- Tarsius tumpara[403]
- Tarsius wallacei[404]

### FamilieKlauwaapjes(Callithrichidae)
- Springtamarin (Callimico goeldii)
- Witoorzijdeaapje (Callithrix aurita)
- Geelkoppenseelaapje (Callithrix flaviceps)
- Witgezichtoeistiti (Callithrix geoffroyi)
- Gewoon penseelaapje (Callithrix jacchus)
- Wieds zwartpluimpenseelaapje (Callithrix kuhlii)
- Zwartoorpenseelaapje (Callithrix penicillata)
- Cebuella niveiventris[405]
- Dwergzijdeaapje (Cebuella pygmaea)[406]
- Zwartkopleeuwaapje (Leontopithecus caissara)
- Goudkopleeuwaapje (Leontopithecus chrysomelas)
- Roodstuitleeuwaapje (Leontopithecus chrysopygus)
- Gouden leeuwaapje (Leontopithecus rosalia)
- Mico acariensis[407]
- Mico argentatus[407]
- Geelvoetzijdeaapje (Mico chrysoleucus)[407]
- Snethlages zijdeaapje (Mico emiliae)[407]
- Witschouderzijdeaapje (Mico humeralifer)[407]
- Roosmalens dwergzijdeaapje (Mico humilis)[407]
- Aripuanazijdeaapje (Mico intermedius)[407]
- Wit zijdeaapje (Mico leucippe)[407]
- Marca's zijdeaapje (Mico marcai)[407]
- Mauészijdeaapje (Mico mauesi)[407]
- Zwartstaartzijdeaapje (Mico melanurus)[407]
- Mico munduruku[408]
- Zwartkopzijdeaapje (Mico nigriceps)[407]
- Mico rondoni[409]
- Mico saterei[407]
- Mico schneideri[410]
- Mantelaapje (Saguinus bicolor)
- Saguinus cruzlimai[411]
- Bruinrugtamarin (Saguinus fuscicollis)
- Lessons zadelrugtamarin (Saguinus fuscus)[411]
- Roodnektamarin (Saguinus geoffroyi)
- Illigers zadelrugtamarin (Saguinus illigeri)[411]
- Keizertamarin (Saguinus imperator)
- Vlekkoptamarin (Saguinus inustus)
- Saguinus kulina[412]
- Roodbuiktamarin (Saguinus labiatus)
- Roodmantelzadelrugtamarin (Saguinus lagonotus)[411]
- Andeszadelrugtamarin (Saguinus leucogenys)[411]
- Witvoettamarin (Saguinus leucopus)
- Martinsmantelaapje (Saguinus martinsi)
- Roodhandtamarin (Saguinus midas)
- Snortamarin (Saguinus mystax)
- Zwarthandtamarin (Saguinus niger)
- Zwartrugtamarin (Saguinus nigricollis)
- Geoffroys zadelrugtamarin (Saguinus nigrifrons)[411]
- Pinchéaapje (Saguinus oedipus)
- Roodkoptamarin (Saguinus pileatus)
- Baardkeizertamarin (Saguinus subgrisescens)[413]
- Goudmanteltamarin (Saguinus tripartitus)
- Oostelijke zwarthandtamarin (Saguinus ursula)[414]
- Weddells zadelrugtamarin (Saguinus weddelli)[411]

### FamilieKapucijnapen en doodshoofdaapjes(Cebidae)

#### OnderfamilieKapucijnapen(Cebinae)
- Witvoorhoofdkapucijnaap (Cebus albifrons)
- Witschouderkapucijnaap (Cebus capucinus)
- Cebus kaapori
- Treurkapucijnaap (Cebus olivaceus)
- Bruine kapucijnaap (Sapajus apella)[415]
- Sapajus cay[416]
- Sapajus flavius[417]
- Sapajus libidinosus[415]
- Sapajus macrocephalus[418]
- Sapajus nigritus[415]
- Sapajus robustus[419]
- Geelborstkapucijnaap (Sapajus xanthosternos)[415]

#### OnderfamilieDoodshoofdaapjes(Saimiriinae)
- Boliviaans doodshoofdaapje (Saimiri boliviensis)
- Saimiri cassiquiarensis[420]
- Saimiri collinsi[420]
- Saimiri macrodon[420]
- Geel doodshoofdaapje (Saimiri oerstedii)
- Grijsgroen doodshoofdaapje (Saimiri sciureus)
- Goudrugdoodshoofdaapje (Saimiri ustus)
- Zwart doodshoofdaapje (Saimiri vanzolinii)

### FamilieNachtaapjes(Aotidae)
- Aotus azarae
- Aotus brumbacki[421]
- Aotus griseimembra[421]
- Aotus jorgehernandezi[421]
- Aotus lemurinus
- Aotus miconax
- Aotus nancymai
- Roodneknachtaapje (Aotus nigriceps)
- Grijsneknachtaapje (Aotus trivirgatus)
- Aotus vociferans
- Aotus zonalis[421]

### FamilieSakiachtigen(Pitheciidae)

#### OnderfamilieSpringaapjes(Callicebinae)
- Noord-Bahiaanse blonde springaap (Callicebus barbarabrownae)
- Coimbraspringaap (Callicebus coimbrai)
- Callicebus melanochir
- Callicebus nigrifrons
- Zwartkopspringaap (Callicebus personatus)

- Cheracebus aquinoi[422]
- Cheracebus lucifer[423]
- Cheracebus lugens[423]
- Cheracebus medemi[423]
- Cheracebus regulus[423]
- Weduwaapje (Cheracebus torquatus)[423]

- Plecturocebus aureipalatii[424]
- Plecturocebus baptista[425]
- Bernhardaapje (Plecturocebus bernhardi)[425]
- Plecturocebus brunneus[425]
- Plecturocebus caligatus[425]
- Plecturocebus caquetensis[426]
- Plecturocebus cinerascens[425]
- Rode springaap (Plecturocebus cupreus)[425]
- Plecturocebus discolor[425]
- Plecturocebus donacophilus[425]
- Plecturocebus grovesi[427]
- Hoffmannsspringaap (Plecturocebus hoffmannsi)[425]
- Plecturocebus miltoni[428]
- Plecturocebus modestus[425]
- Grijze springaap (Plecturocebus moloch)[425]
- Plecturocebus oenanthe[425]
- Plecturocebus olallae[425]
- Plecturocebus ornatus[425]
- Plecturocebus pallescens[425]
- Plecturocebus parecis[429]
- Plecturocebus stephennashi[425]
- Plecturocebus toppini[430]
- Urubamba bruine titi (Plecturocebus urubambensis)[431]
- Plecturocebus vieirai[432]
- Xenothrix mcgregori  †

#### OnderfamilieSaki's en oeakari's(Pitheciinae)
- Cacajao amuna[433]
- Cacajao ayresi[434]
- Witte oeakari (Cacajao calvus)
- Cacajao hosomi[434]
- Zwartkopoeakari (Cacajao melanocephalus)
- Cacajao novaesi[435]
- Cacajao rubicundus[435]
- Cacajao ucayalii[435]
- Witneussaki (Chiropotes albinasus)
- Westelijke roodrugsaki (Chiropotes chiropotes)
- Oostelijke roodrugsaki (Chiropotes sagulatus)
- Baardsaki (Chiropotes satanas)
- Chiropotes utahicki
- Equatoriale saki (Pithecia aequatorialis)
- Gele saki (Pithecia albicans)
- Pithecia cazuzai[436]
- Pithecia chrysocephala[436]
- Pithecia hirsuta[436]
- Pithecia inusta[436]
- Kaalgezichtsaki (Pithecia irrorata)
- Pithecia isabela[436]
- Pithecia milleri[436]
- Monnikssaki (Pithecia monachus)
- Pithecia napensis[436]
- Witkopsaki (Pithecia pithecia)
- Pithecia vanzolinii[436]

### FamilieGrijpstaartapen(Atelidae)

#### OnderfamilieBrulapen(Alouattinae)
- Alouatta arctoidea[437]
- Roodhandbrulaap (Alouatta belzebul)
- Zwarte brulaap (Alouatta caraya)
- Alouatta discolor[438]
- Bruine brulaap (Alouatta guariba)
- Guyanabrulaap (Alouatta macconnelli)
- Amazonebrulaap (Alouatta nigerrima)
- Mantelbrulaap (Alouatta palliata)
- Mexicaanse brulaap (Alouatta pigra)
- Boliviaanse rode brulaap (Alouatta sara)
- Rode brulaap (Alouatta seniculus)
- Alouatta ululata[438]
- Witbuikslingeraap (Ateles belzebuth)
- Zwartgezichtslingeraap (Ateles chamek)
- Bruinkopslingeraap (Ateles fusciceps)
- Zwarthandslingeraap (Ateles geoffroyi)
- Bruine slingeraap (Ateles hybridus)
- Witbrauwslingeraap (Ateles marginatus)
- Bosduivel (Ateles paniscus)
- Zuidelijke spinaap (Brachyteles arachnoides)
- Noordelijke spinaap (Brachyteles hypoxanthus)
- Geelstaartwolaap (Lagothrix flavicauda)[439]
- Gewone wolaap (Lagothrix lagotricha)[439]

### FamilieApen van de Oude Wereld(Cercopithecidae)

#### OnderfamilieMeerkatachtigen(Cercopithecinae)
- Moerasmeerkat (Allenopithecus nigroviridis)
- L'Hoëstmeerkat (Allochrocebus lhoesti)[440]
- Allochrocebus preussi[440]
- Zonnestaartmeerkat (Allochrocebus solatus)[440]
- Olijfmangabey (Cercocebus agilis)
- Roetmangabey (Cercocebus atys)
- Goudbuikmangabey (Cercocebus chrysogaster)
- Mutsmangabey (Cercocebus galeritus)
- Witkruinmangabey (Cercocebus lunulatus)[441]
- Sanjemangabey (Cercocebus sanjei)
- Roodkopmangabey (Cercocebus torquatus)
- Roodstaartmeerkat (Cercopithecus ascanius)
- Campbellmeerkat (Cercopithecus campbelli)
- Knevelmeerkat (Cercopithecus cephus)
- Dents meerkat (Cercopithecus denti)
- Dianameerkat (Cercopithecus diana)
- Roodbuikmeerkat (Cercopithecus erythrogaster)
- Roodneusmeerkat (Cercopithecus erythrotis)
- Uilenkopmeerkat (Cercopithecus hamlyni)
- Lesula (Cercopithecus lomamiensis)[442]
- Cercopithecus lowei
- Diadeemmeerkat (Cercopithecus mitis)
- Monameerkat (Cercopithecus mona)
- Brazzameerkat (Cercopithecus neglectus)
- Grote witneusmeerkat (Cercopithecus nictitans)
- Kleine witneusmeerkat (Cercopithecus petaurista)
- Kroonmeerkat (Cercopithecus pogonias)
- Roloway (Cercopithecus roloway)
- Sclaters meerkat (Cercopithecus sclateri)
- Wolfs meerkat (Cercopithecus wolfi)
- Groene meerkat (Chlorocebus aethiops)
- Malbrouck (Chlorocebus cynosuros)
- Balemeerkat (Chlorocebus djamdjamensis)
- Dryasmeerkat (Chlorocebus dryas)[443]
- Zuid-Afrikaanse groene meerkat (Chlorocebus pygerythrus)
- Geelgroene meerkat (Chlorocebus sabaeus)
- Tantalusmeerkat (Chlorocebus tantalus)
- Erythrocebus baumstarki[444]
- Huzaaraap (Erythrocebus patas)
- Erythrocebus poliophaeus[444]
- Mantelmangabey (Lophocebus albigena)
- Kuifmangabey (Lophocebus aterrimus)
- Lophocebus johnstoni[445]
- Lophocebus opdenboschi
- Lophocebus osmani[445]
- Lophocebus ugandae[445]
- Beermakaak (Macaca arctoides)
- Assammakaak (Macaca assamensis)
- Macaca brunnescens[446]
- Taiwanese makaak (Macaca cyclopis)
- Java-aap (Macaca fascicularis)
- Japanse makaak (Macaca fuscata)
- Macaca hecki
- Leeuwmakaak (Macaca leonina)
- Macaca leucogenys[447]
- Moormakaak (Macaca maura)
- Resusaap (Macaca mulatta)
- Macaca munzala[448]
- Lampongaap (Macaca nemestrina)
- Kuifmakaak (Macaca nigra)
- Temmincks makaak (Macaca nigrescens)
- Grauwarmmakaak (Macaca ochreata)
- Mentawaimakaak (Macaca pagensis)
- Indische kroonaap (Macaca radiata)
- Macaca selai[449]
- Macaca siberu
- Baardaap (Macaca silenus)
- Ceylonkroonaap (Macaca sinica)
- Berberaap (Macaca sylvanus)
- Tibetaanse makaak (Macaca thibetana)
- Tonkeanmakaak (Macaca tonkeana)
- Dril (Mandrillus leucophaeus)
- Mandril (Mandrillus sphinx)
- Noordelijke dwergmeerkat (Miopithecus ogouensis)
- Zuidelijke dwergmeerkat (Miopithecus talapoin)
- Groene baviaan (Papio anubis)
- Gele baviaan (Papio cynocephalus)
- Mantelbaviaan (Papio hamadryas)
- Papio kindae[450]
- Bruine baviaan (Papio papio)
- Beerbaviaan (Papio ursinus)
- Rungwecebus kipunji[451]
- Gelada (Theropithecus gelada)

#### OnderfamilieSlankapen(Colobinae)
- Zuidelijke franjeaap (Colobus angolensis)
- Oostelijke franjeaap (Colobus guereza)
- West-Afrikaanse franjeaap (Colobus polykomos)
- Zwarte franjeaap (Colobus satanas)
- Witbaardfranjeaap (Colobus vellerosus)
- Neusaap (Nasalis larvatus)
- Piliocolobus badius
- Piliocolobus bouvieri[452]
- Piliocolobus epieni[452]
- Piliocolobus foai
- Udzungwa-franjeaap (Piliocolobus gordonorum)
- Zanzibarfranjeaap (Piliocolobus kirkii)
- Piliocolobus langi[452]
- Piliocolobus oustaleti[452]
- Piliocolobus parmentieri[452]
- Piliocolobus pennantii
- Piliocolobus preussi
- Piliocolobus rufomitratus
- Piliocolobus semlikiensis[452]
- Piliocolobus tephrosceles
- Roodkroonfranjeaap (Piliocolobus tholloni)
- Piliocolobus waldroni[452]
- Presbytis bicolor[453]
- Presbytis canicrus[454]
- Goudkleurige langoer (Presbytis chrysomelas)
- Soendalangoer (Presbytis comata)
- Bandlangoer (Presbytis femoralis)
- Witvoorhoofdlangoer (Presbytis frontata)
- Presbytis hosei
- Zwartkuiflangoer (Presbytis melalophos)
- Presbytis mitrata[453]
- Presbytis natunae
- Presbytis percura[455]
- Mentawailangoer (Presbytis potenziani)
- Presbytis robinsoni[455]
- Rode langoer (Presbytis rubicunda)
- Presbytis sabana[454]
- Bleekdijlangoer (Presbytis siamensis)
- Presbytis siberu[456]
- Presbytis sumatrana[453]
- Thomaslangoer (Presbytis thomasi)
- Groene franjeaap (Procolobus verus)
- Grijsscheendoek (Pygathrix cinerea)
- Roodscheendoek (Pygathrix nemaeus)
- Zwartscheendoek (Pygathrix nigripes)
- Tonkinstompneusaap (Rhinopithecus avunculus)
- Bruine stompneusaap (Rhinopithecus bieti)
- Witmantelstompneusaap (Rhinopithecus brelichi)
- Gouden stompneusaap (Rhinopithecus roxellana)
- Myanmarese stompneusaap (Rhinopithecus strykeri)[457]
- Kasjmirhoelman (Semnopithecus ajax)
- Voor-Indische hoelman (Semnopithecus entellus)
- Semnopithecus hector
- Zwartvoethoelman (Semnopithecus hypoleucos)
- Semnopithecus johnii
- Ceylonhoelman (Semnopithecus priam)
- Berghoelman (Semnopithecus schistaceus)
- Witbaardlangoer (Semnopithecus vetulus)
- Varkensstaartlangoer (Simias concolor)
- Javaanse langoer (Trachypithecus auratus)
- Barbes langoer (Trachypithecus barbei)
- Trachypithecus crepusculus[458]
- Mutslangoer (Trachypithecus cristatus)
- Witromplangoer (Trachypithecus delacouri)
- Trachypithecus ebenus
- Tonkinlangoer (Trachypithecus francoisi)
- Gouden langoer (Trachypithecus geei)
- Trachypithecus germaini
- Ha Tinhlangoer (Trachypithecus hatinhensis)
- Witbrauwlangoer (Trachypithecus laotum)
- Witkoplangoer (Trachypithecus leucocephalus)[459]
- Trachypithecus margarita[460]
- Trachypithecus mauritius[461]
- Trachypithecus melamera[462]
- Brillangoer (Trachypithecus obscurus)
- Phayrelangoer (Trachypithecus phayrei)
- Kuiflangoer (Trachypithecus pileatus)
- Catbalangoer (Trachypithecus poliocephalus)
- Trachypithecus popa[463]
- Trachypithecus selangorensis[464]
- Trachypithecus shortridgei

### FamilieGibbons(Hylobatidae)
- Westelijke hoelok (Hoolock hoolock)[465]
- Oostelijke hoelok (Hoolock leuconedys)[465]
- Hoolock tianxing[466]
- Hylobates abbotti[467]
- Oenka (Hylobates agilis)
- Witbaardgibbon (Hylobates albibarbis)
- Hylobates funereus[467]
- Dwergsiamang (Hylobates klossii)
- Withandgibbon (Hylobates lar)
- Zilvergibbon (Hylobates moloch)
- Borneogibbon (Hylobates muelleri)
- Zwartkoplar (Hylobates pileatus)
- Nomascus annamensis[468]
- Kuifgibbon (Nomascus concolor)
- Goudwanggibbon (Nomascus gabriellae)
- Hainangibbon (Nomascus hainanus)
- Witwanggibbon (Nomascus leucogenys)
- Nomascus nasutus'[469]
- Nomascus siki
- Siamang (Symphalangus syndactylus)

### FamilieMensapen en mensachtigen(Hominidae)
- Oostelijke gorilla (Gorilla beringei)
- Westelijke gorilla (Gorilla gorilla)
- Mens (Homo sapiens)
- Bonobo (Pan paniscus)
- Chimpansee (Pan troglodytes)
- Sumatraanse orang-oetan (Pongo abelii)
- Borneose orang-oetan (Pongo pygmaeus)
- Pongo tapanuliensis[470]